# Живојин Мишић
Живојин Мишић (Струганик, код Мионице, 7/19. јул 1855 — Београд, 20. јануар 1921) био је српски војвода (фелдмаршал).
На самом почетку своје четрдесетогодишње службе, био је учесник српско-турских ратова (1876—1878), као питомац-наредник, касније потпоручник. У тим ратовима стекао је прва ратна искуства. Поред четворогодишње Артиљеријске школе завршио је аустроугарску Војну школу гађања у Бруку на Лајти и двогодишњу припрему за генералштабну струку. Такође је учествовао и у краткотрајном Српско-бугарском рату 1885. године. Пуних шест година поред редовних дужности предавао је стратегију на Војној академији. Након Мајског преврата био је приморан да се пензионише у чину генералштабног пуковника, пошто је сматран превише блиским свргнутој династији Обреновића, али је реактивиран 1909. године, током анексионе кризе на лични захтев начелника Врховне команде генерала Радомира Путника, који га је учинио својим помоћником. Мишић је помогао генералу Путнику да састави српски ратни план у евентуалном рату са Аустроугарском.
И у балканским ратовима, Мишић је такође био помоћник начелника штаба Врховне команде, генерала Путника, и био је његова десна рука. Непосредно је сарађивао на планирању и руковођењу операцијама против турске Вардарске армије, због чега је после Кумановске битке унапређен у чин генерала. Посебно се истакао правилном проценом ситуације првога дана битке на Брегалници, када је српска Врховна команда у Скопљу разматрала питање на којој линији ће примити одсудну битку. Усвајање његовог предлога имало је пресудан утицај на даљи ток и коначан исход одлучујуће битке Другог балканског рата. По завршетку овог рата, Мишић је по други пут пензионисан на исти начин заслугом официра припадника Црне руке.
Међутим, пред само избијање Првог светског рата, опет је био реактивиран и постављен за помоћника начелника штаба Врховне команде. Током Колубарске битке, генералу Мишићу је предата команда над Првом армијом, која је тада била у врло тешкој ситуацији. Највише захваљујући његовим личним напорима и знању, Прва армија се од јединице у расулу претворила у формацију способну за борбу. Мишић је инсистирао на дубљем повлачењу, скраћењу фронта целе српске војске, којим би се осталим армијама дало времена за одмор, попуну залиха и снабдевање. То његово коцкање се исплатило пошто је аустроугарска војска превише раширила своје линије, па је тешко поражена у потоњем српском контранападу. За заслуге и извојевану победу, Мишић је 4. децембра 1914. године унапређен у чин војводе (фелдмаршала).
Након новог здруженог напада немачке, аустроугарске и бугарске војске на Србију у октобру 1915. године, када се српска војска повукла на Косово, Мишић је предложио да се изврши контранапад. Овај предлог су одбили остали заповедници армија на састанку у Пећи и уследило је повлачење. Након овога предао је команду армије и отишао на лечење у Француску. Средином 1916. године поново је постављен за команданта Прве армије која је зауставила и натерала на повлачење бугарску војску и у бици код Гоничева ослободила Битољ. Пред крај рата у јуну 1918. године заменио је формацијско место са генералом Бојовићем и постављен је за начелника штаба Врховне команде. Командовао је српском војском приликом пробоја Солунског фронта у септембру исте године, и за два и по месеца је ослобођена Краљевина Србија. Британски краљ Џорџ V наградио га је титулом витеза бакалауреја. Као најзнаменитији војсковођа Првог светског рата и српске ратне историје, од свог народа сматран је за легенду.

## Рано детињство (1855—1865)
Живојин Мишић је рођен 7/19. јула 1855. године од оца Радована, земљорадника, и мајке Анђелије (рођене Дамјановић) у селу Струганику надомак Мионице. Мишићеви родитељи имали су тринаесторо деце, од којих су двоје биле девојчице. Живојин је био тринаесто дете, и када се родио, само осморо његових сестара (Тодора и Живана) и браће (Никола, Ивко, Теодосије, Лазар, Василије и Теодор) је било живо.
Преци Живојина Мишића су се доселили у Струганик крајем 17. или почетком 18. века из села Тепца на јужним обронцима Дурмитора. Породица Мишић је презиме добила по имену Живојиновог деде – Миша Каљевића. Живојинов деда се први родио у Струганику, био је ожењен Аницом и имао је два сина: Радована (Живојиновог оца) и Радослава. Живојинова мајка Анђелија (рођена око 1815. године) била је кћерка Јована Дамјановића из села Коштунића.
Са навршених шест година био је пастир. Чувао је овце, козе, младу јунад и силно се намучио. Једном приликом је рекао:
Ко није чувао козе тај не може ни замислити шта су то јади и невоље. Иако сам код њих омиљен јер сам вазда у својој торбици носио по један велики крушац соли, ипак су ми врло често потпуно отказивале послушност.
Често је губио овце које су пуштене по ливади бежале и упадале у туђа газдинства, брстиле купус, салату и правиле велику штету на воћњаку. Кад би се пробудио (јер је неретко спавао на ливади) и видео да оваца нема а касније сазнао за штету, редовно је добијао батине шибом. За разлику од њега Мишићеви вршњаци су чували волове. Дешавало се да слабе и ненавикнуте младе чобане изударају непослушни волови. Живојин о томе пише:
Не зна се, дакле шта је горе — бити чобанин коза или водич волова.

## Школовање (1865—1876)
Основну школу је започео у Рибници 1. октобра 1865. године. Први учитељ Живојинов био је Сретен Величковић из села Бољковци. За сву децу био је страх и трепет. Школску и црквену општину у то време чинила су села: Струганик, Планинице, Берковци, Попадићи, Толићи, Кључ и Паштрићи. Због велике удаљености села од школе сва деца и Живојин су живела у интернату. Отац му је преминуо 1. октобра 1866. године, па је мајка преузела на себе домаћинство.
После две године боравка у Рибници, на интервенцију свог рођеног брата Лазара, наредника у Крагујевачком гарнизону, Мишић је 1867. године премештен у Крагујевац. У Крагујевцу је завршио две школске године за једну и убрзо 1868. године уписао је гимназију. У почетку због свог порекла имао је силне неприлике са варошком децом која га нису прихватала, што га је узбуђивало и вређало. Први и други разред гимназије завршио је у Првој крагујевачкој гимназији, трећи, четврти и пети у Првој београдској гимназији. У првих пет разреда гимназије није био посебно добар ђак, док је до краја школовања поправио успех.
Шести разред је завршио у Крагујевцу и већ 20. септембра 1874. године био примљен у 11. класу Артиљеријске школе без пријемног испита, као 21. у рангу. Због одустајања два кандидата Мишић је пре почетка школовања добио 19. ранг. На сваком распусту одлазио је кући у село и врло често је заједно са својом браћом радио и пољске радове. Још као несвршени питомац поднаредник мобилисан је 1876. године и упућен на фронт. Током ратова школовање му је прекинуто.

## Први српско-турски рат (1876—1877)
Својим првим ратним распоредом одређен је за наставника трупа у Колубарском батаљону Друге класе, у саставу Ваљевске бригаде Друге класе Дринског корпуса. Командант корпуса био је генерал Ранко Алимпић. Пред сам полазак бригаде на границу фронта цела класа Артиљеријске школе, а међу њима и Живојин, је 1. јуна 1876. године била произведена у чин наредника. Друга ваљевска бригада, у чијем саставу је био Колубарски батаљон у коме је наредник Живојин Мишић био инструктор, кренула је на фронт. По доласку на фронт, Мишић бива распоређен у батаљон мајора Николе Киријејева, команданта руских и бугарских добровољаца. Дана 5. јула у девет часова, по наредби дотичног мајора, формирани су одреди од по три батаљона Прве класе. У почетку је остао у резерви, а касније је постао мајоров лични ордонанс. Киријејев је окарактерисао Мишића при именовању за личног ордонанса, као бистрог, талентованог и перспективног официра.

„Но, чим потучемо Турке, повешћу те са мном у Русију да тамо као мој питомац свршиш нашу Војну академију.”

Речи мајора Николе Киријејева приликом упознавања са Живојином Мишићем.
Поласкан тим предлогом, Мишић је изјавио своју сагласност да пође с Киријејевом у Русију али на несрећу, од тога није било ништа јер је мајор погинуо у боју код Раковице управо у време битке код Великог Извора. Своје ватрено крштење је доживео управо на овом бојишту и тада је командовао својом јединицом, али сада у саставу Књажевачке војске. После погибије свог команданта мајора Киријејева, трупе су видно деморалисане почеле да се повлаче пред налетима Турака. То је уједно и био крај српских офанзивних покушаја.
Време оперативног затишја Срби су искористили за реорганизацију и боље груписање својих снага. У састав Трећег корпуса ушла је Ваљевска бригада Прве класе којом је командовао старији брат Живојина Мишића, капетан Лазар Мишић, и Ваљевска бригада Друге класе под командом капетана Павла Зарића у којој су били Живојин и његов старији брат Теодор. То је било први пут да су се на кратко тројца браће Мишић срела у рату код села Лукова.
После Шуматовачке битке, пуковнику Ђури Хорватовићу је наређено да са својим корпусом демонстрира према Нишу, а да Луковски корпус (у којем је био Мишић) предузме операције и заузме Зајечар. Мада су оствариле почетни успех, наређено им је, због погоршања ситуације на моравском фронту, да се трупе врате у Бољевац. У међувремену, Ваљевска бригада Друге класе из Луковског корпуса одмаршовала је преко Ђуниса и Крушевца у састав одреда капетана Стевана Биничког, који је на Јанковој клисури затварао правац Куршумлија–Крушевац. После месец дана батаљон којим је командовао Мишић пребачен је у састав корпуса пуковника Хорватовића и учествовао је у борбама на Шиљеговцу. На овом фронту Живојин је први пут упознао свог команданта који ће му касније постати узор у сопственом командовању.
Примирје је под притиском Русије потписано 1. новембра 1876. године. Указом 1. децембра исте године, Живојин Мишић је за испољену храброст одликован Златном медаљом за храброст. Унапређен је у чин пешадијског потпоручника, 10. децембра 1876. године и постао је командир вода 4. чете Трећег батаљона стајаће војске.

## Други српско-турски рат (1877—1878)
У паузама између два рата Живојин је ступио на нову дужност 1. јануара 1877. године, а у августу је премештен у Београд и постављен за водног официра у 1. чети 7. батаљона. На тој дужности дочекао је почетак новог рата против Турске у који је Србија ушла крајем године као савезница Русије. У време мобилизације за други рат против Турске потпоручник Живојин Мишић је, као водни официр 7. батаљона стајаће војске, са својим батаљоном премештен из Београда у Ваљево. Батаљон је укључен као кадровско језгро, у Ваљевску бригаду I класе којом је командовао Живојинов старији брат капетан I класе Лазар Мишић. У тој бригади Живојин је постављен командира 2. чете народне војске у батаљону капетана Тодора Ванлијића. Цео батаљон је био у саставу 7. комбинованог пука Јаворске војске, под контролом генерала Тихомиља Николића.
По објави рата, Мишићева чета је образовала претходницу и убрзо се сукобила са Турцима који су били скривени у рововима и нису се примећивали док нису отворили пушчану ватру. У то време операције главних српских снага на моравичко-нишавском правцу ушле су у завршну фазу. Ваљевска бригада је по добијеном наређењу одмарширала правцем преко Кушића, Ивањице, Пожеге, Чачка, Крушевца и Ђуниса, левом обалом Мораве у правцу Ниша. После усиљеног марша по дубоком снегу и цичи зими, 10. јануара је стигла на преноћиште у Тешицу, где им је било јављено да је Ниш пао под силовитим ударима корпуса генерала Јована Белимарковића, пуковника Милојка Лешјанина и Ђуре Хорватовића. Ваљевска бригада, међутим, није учествовала у тим операцијама по одлуци врховног команданта кнеза Милана, који је лично поздравио Ваљевце при уласку у ослобођени Ниш.
Неколико дана после примирја, 1. батаљон Ваљевске бригаде I класе одређен је да спроведе 2000 заробљених Турака у Смедерево и Београд. Спровод заробљеника је протекао мирно мада су турски официри ударали војнике који су заостајали. За Мишића је ово било чудно, да се ниједан војник није окренуо да види ко га је ударио већ се трком враћао у колону. Такве појаве у српској војсци нису биле дозвољене, и односи су се заснивали на свесној дисциплини, а не на линчу.

## Период мира (1878—1885)
Сви питомци XI и XII класе 1. септембра 1878. поново су били на окупу на продужењу школовања које је прекинуто ратом. После неколико дана предавања на час математике који је предавао инжињеријски пуковник Стеван Здравковић, школу је посетио министар војни генералштабни потпуковник Јован Мишковић. Похвалио је целу класу и очитао је једну строгу лекцију о потреби строгог држања и доброг владања.
Мишић је у ове речи поверовао, загрејао столицу, и двогодишњи курс завршио са одличним оценама. По завршетку школовања није произведен у обећани чин – ни он, ни цела његова класа. Једног дана, прве половине децембра 1878. године, идући на предавање са својим школским другом Павлом Јовичићем, свратио је у оближњу кафану да попију кафу. За другим столом је седео пешадијски мајор Радић са коњичким капетаном Станишићем. Тај мајор је управо прешао из Аустроугарске у Српску војску и говорио је врло неповољно о Српској војсци, што је Мишића узбудило и он није издржао да му не одговори.

„Ако добро завршите овај курс, онда ће те одмах бити произведени у чин поручника, а ранг о новом чину одредиће вам се према резултату који постигнете током школовања.”

Речи ђенералштабног потпуковника Јована Мишковића приликом посете XI-тој класи Војне академије.
Господине мајоре, не могу дозволити да се тако ружно изражавате о нашој војсци. Ако је у аустријској војсци тако добро као што велите, нико Вас отуда на силу није довео.
Љутити мајор га упита.
А како се ви зовете? Идите одмах на своје место, а ја ћу Вам показати за ту вашу дрскост.
Мишић салутира и врати се за свој сто, а његов друг Јовичић добаци.

Браво, сељаче.
После неколико дана командант београдског гарнизона пуковник Павле Хорстиг, позвао је на рапорт Живојина и због дрског понашања према мајору Радићу казнио га је затвором у трајању од три дана. По завршеним накнадним курсевима на Академији, Министарство војно нареди да се сваки питомац изјасни у ком гарнизону би волео да служи. Сви осим Михаила Живковића и Мишића изразише жеље, а њих двојца написаше „Где, год служба буде захтевала”. Живковића распоредише у Куршумлију, Мишића у Прокупље, а осталима су изашли у сусрет.
Првим распоредом преузео је дужност командира вода у 2. чети 7. батаљона активне војске. На дужност је ступио 17. септембра 1880. године, али се кратко задржао јер је већ у марту 1881. године са својим батаљоном пребачен у Београд, и тај премештај му се није свидео. У току службовања у Београду одликован је 2. јула 1881. године Сребрном медаљом за ревносну службу. Мишићева мајка Анђелија је преминула 13. децембра 1881. године у 75. години живота, а сахрањена је следећег дана у Струганику. У мају 1882. постављен је за командира вода у 1. чети 9. батаљона. Приликом једне вежбе 4. вода на Врачару, покушавши да уведе ред међу своје војнике, Мишић је сабљом у корицама ударио сваког војника у врсти по стражњици, због чега га је неко од грађана, видевши то, пријавио команди. Сутрадан приликом рапорта команданту батаљона, Мишић прочита пријаву и објасни му ситуацију. Командири чете и батаљона су одвели Живојина на рапорт команданту Стајаће војске пуковнику Кости Бућевићу. За учињено дело изречена му је казна затвора у трајању од три дана, без упућивања на војни суд, што се сматрало олакшавајућом околношћу. Пошто је издржао казну, у августу исте године одређен је, поред редовне дужности, за наставника телесног васпитања у Нижој гимназији у Београду, а после три месеца 20. октобра 1882. произведен у чин поручника. Затим је постављен на дужност ађутанта 7. батаљона. На тој дужности је остао до 25. октобра 1884. године, када је постављен за командира 1. чете у 5. батаљону „Краљ Милан” у Ужицу. После годину дана премештен је у Ваљево у мају 1885. године. По доласку у Ваљево командовао је новоформираним батаљоном састављеним од резервиста Подрињског округа. У јулу је полагао практични испит за капетана. Положио је без примедбе. Командујући активним батаљоном на Крушику, у августу се јако разболео и на интервенцију команданта 5. активног пука Мишићу је наређено да преда батаљон и оде на лечење. На ову одлуку Мишић је рекао:
Батаљон нећу да предајем у ово време! Можете га ми одузети само силом оружја.
На ове речи командант пука му одговори:

О таквој твојој одлуци известићу команданта дивизије, па ти ради како знаш, кад си тако луд.
Сумњало се да Мишић има туберкулозу, и то је и признао свом пријатељу доктору Светозару Анастасијевићу, приликом прегледа у његовој приватној ординацији. Том приликом није установљено ништа, па је доктор Мишића повео на вечеру на којој му је објаснио да се не обазире на савете војних лекара, а Живојин сав одушевљен то је испричао својој жени. Већ у септембру 1885. године објављен је Указ краља Милана о мобилизацији војске за рат против Бугарске. Тиме је и завршена мирнодопска каријера младог Мишића.

## Српско-бугарски рат (1885)
Мишић је остао у трупи до почетка рата, с тим што је због укидања четвртих батаљона у пуковима, постављен за командира 1. чете у 1. батаљону 5. пука Дринске дивизије. Од објаве мобилизације, 21. септембра, до почетка рата 14. новембра, прошло је два месеца. У међувремену новим наређењем пешадијским пуковима је узет по један батаљон тако да је на крају реформе у саставу пука остало по три батаљона. Новим формацијским распоредом Живојин је распоређен за командира 1. чете 1. батаљона. Командант дивизије је био пуковник Јован Мишковић, начелник штаба капетан Вукоман Арачић, начелник артиљерије потпуковник Василије Мостић и командант 6. пука мајор Павле Јуришић Штурм. Остали команданти дивизија били су између осталих генерал Милутин Јовановић, a један од начелника штабова био је потпуковник Радомир Путник и други.
Мишић на саркастичан начин описује овај рат:
Ми смо у овај рат ишли као сељаци на свадбу — без икакве предострожности.
Испоставило се да је био управу. Главна битка у току рата вођена је на сливничким положајима од 17. до 19. новембра. У то време Дринска дивизија се налазила између Шумадијске и Дунавске дивизије, и добила је наређење да се повлачи на положаје јужно од Драгоманског теснаца. Командант дивизије пуковник Бинички, је са штабом дошао код поручника Мишића, који је уместо рањеног команданта батаљона капетана Грујице Цуковца вршио дужност, и саопштио му да је одређен за заштитницу.

„Господине Мишићу, Ваш батаљон је последња резерва — развите га и ојачајте центар Дивизије.”

Речи пуковника Стевана Биничког приликом издавања наређења поручнику Живојину Мишићу.
Запрепашћен тим саопштењем је забележио у батаљонском операцијском дневнику да се окренуо према Србији и сам себи рекао:
Боже мој, одавде до Београда нигде више нема ни једног мобилисаног војника, ја сам последња резерва дивизије, а рат је тек почео.
Тог дана практично је почео крај рата. Падом Пирота, 27. новембра без озбиљног отпора, Аустроугарска је узела у заштиту Србију и ултимативно саопштила Бугарима да потпишу примирје што је и учињено у Букурешту 2. марта 1886. године. Током овог рата Мишић је са својом четом био у стратегијској резерви.

## Успон (1886—1903)
После Српско-бугарског рата, Мишић је вредно радио на свом стручном усавршавању и успешно напредовао у служби. Командант пука га је после окончања рата предложио за унапређење и одликовање, у шта Живојин није поверовао. Указом краља Милана од 26. фебруара 1886. године одликован је Таковским крстом V степена. У мају 1886. године Мишић је поново постављен за командира чете у 1. батаљону. После командовања батаљонима у Ужицу, завршио је школу јахања на предлог министра војног пуковника Хорватовића. У фебруару 1887. године положио је капетански испит, а наредног месеца унапређен је у чин капетана II класе и одликован Медаљом за војничке врлине. У пролеће 1887. године Мишић је, на основу решења министра војног, заједно са капетаном II класе Јованом Павловићем, упућен у аустроугарску Војну школу гађања у Бруку на Лајти.
У току боравка у Бруку, Живојин је имао неколико занимљивих доживљаја. Као одличан стрелац учествовао је у једном турниру гађања у којем је био бољи од аустријског официра. Пошто је био српски официр, резултат је намештен у корист аустријског капетана је однео победу и награду – златни сат. Мишић је тада одликован аустроугарским Крстом за војне заслуге. По повратку из Војне школе гађања у Бруку, Мишић је постављен на дужност ађутанта војног инспектора пешадије генерала Милојка Лешјанина. Средином 1888. године, по доласку за министра војног генерала Косте Протића који се није слагао са генералом Лешјанином, он је смењен а на његово место је постављен генерал Петар Топаловић, који је био командант Моравске дивизијске области са седиштем у Нишу. После смене генерал Лешјанина, штаб инспекције се 1. маја 1888. године преселио у Ниш, а са штабом заједно и Мишић.
Средином октобра 1888. године Мишић је примљен на двогодишњу припрему за генералштабну струку у Главном генералштабу. У то време начелник је био пуковник Јован Мишковић, али како је он одређен за учитеља престолонаследника Александра, приправницима су задавали задатке помоћник начелника пуковник Радомир Путник и начелник Оперативног одељења потпуковник Јован Атанацковић. У то време, на другој години припреме, налазили су се капетани Степа Степановић, Петар Бојовић и Милош Васић (идејни творац чина војводе). То је први пут да су се на једном месту налазили четворица будућих војвода: Путник (као професор), Степановић, Бојовић и Мишић (као студенти).
Мишићев успон у служби и успешно напредовање имало је узлазну линију од завршетка припреме за генералштабну струку до мајског преврата 1903. године. После успешно завршеног течаја за генералштабну струку, преведен је у звање генералштабног официра и унапређен 1. јануара 1891. године у чин капетана I класе. Крајем 1892. године положио је испит за генералштабног мајора, испитивач је био потпуковник Димитрије Цинцар-Марковић, а тема коју је Мишић изабрао била је Наполеонови ратови. Пошто је одабрао ову тему, сам зачуђен и помало љут, потпуковник га је упитао:
Па откуда да изаберете тај рат?
Видевши да је потпуковник строг Мишић му одговори мирно:

Као веома компликована тема допада ми се.
У великој мери утицај на младог Мишића имао је његов професор пуковник Радомир Путник који је припремао официре за генералштабну струку. Том приликом Путник је запазио Мишићеву изузетну војничку обдареност што је у великој мери утицало на Живојиново будуће напредовање. Пре унапређења у чин генералштабног мајора, постављен је за начелника штаба Шумадијске дивизијске области у јуну 1892. године. Исте године Мишић је постављен за команданта 7. пука и краљевог ађутанта са четворицом других официра и двојицом краљевих ордонанса. У чин генералштабног мајора унапређен је 2. августа 1893. године. Септембра 1895. године, Мишић је боравио у Француској где је, као делегат српске војске, присуствовао великим маневрима француске војске. Године 1896. пратећи краља Александра присуствовао је свечаности поводом обнављања модерних Олимпијских игара. Приликом те посете 4. априла 1896. године делегација је такође посетила и манастир Хиландар. У међувремену Мишић је одликован бројним домаћим орденима: Орденом Таковског крста IV степена и Орденом Белог орла V степена, као и са више иностраних одликовања: турским Орденом Меџидије III степена, француским Орденом Легије части V степена, грчки Орденом Светог Спаситеља III степена и аустријским Орденом Франца Јозефа III степена. У пролеће 1897. године ослобођен је дужности краљевог ађутанта и постављен за вршиоца дужности команданта 9. пука у Пожаревцу и почасног ађутанта краља Александра. На дужности команданта пука остао је до јануара 1898. године.
Дана 22. фебруара 1897. године унапређен је у чин потпуковника и постављен за шефа Унутрашњег одсека. Такође је у периоду 1898—1902. предавао стратегију на Војној академији и у том периоду одликован је Орденом Белог орла IV степена и турским Орденом Меџидије II степена. На тај положај га је поставио лично краљ Милан који га је позвао у свој кабинет и то му саопштио речима:
Мишићу, у споразуму с војним министром пуковником Драгомиром Вучковићем, одредио сам те да предајеш стратегију на Вишој школи Војне академије.
Мишић му изненађено одговори:
Ваше величанство, примићу се врло радо те почасти, само се бојим да нећу моћи одговорити вашој жељи, пошто се раније нисам припремао за ту дужност.
На то му краљ охрабрујућим тоном узврати:
Ти, као мој стари ратни друг, уверен сам да ћеш ту дужност обављати на опште задовољство.

„Тужба је била скроз неистинита и са обиљем најодвратнијих подметања.”

Речи Живојина Мишића приликом читања тужбе генерала Срећковића.
Дана 6. маја 1901. године Живојин је унапређен у чин генералштабног пуковника, а наредног месеца постављен је за команданта Београдске 9. пешадијске бригаде и члана Војно-дисциплинског суда. У исто време генерала Михаило Срећковић је тражио да се Мишић по кратком поступку уклони из војске, по неоснованој оптужби да га је клеветао још док је био потпуковник и командант Шумадијске дивизијске области, по пријему депеше, коју му је доставио Мишић о проглашењу престолонаследника Александра за краља, те да је ту депешу згужвао, бацио на под и пљунуо по њој, што наравно није било тачно. Прави разлог за оптужбу је био тај што генерал Срећковић лично није подносио Мишића и сматрао га је краљевим љубимцем, јер је сазнао да га је краљ Александар под заклетвом раније испитивао за његово понашање према њему лично и династији Обреновић. Краљ је саветовао Мишићу да оде на војни суд и да ће генерал бити пензионисан, ако суд пресуди у његову корист, што се на крају и догодило.
За команданта Дринске дивизијске области постављен је 14. маја 1902. године. У то време његов пријатељ генерал Цинцар-Марковић је добио понуду краља да образује владу и о томе је консултовао Мишића, с образложењем да он као официр не жели да састави владу али је на крају то ипак учинио и тиме своју главу ставио у торбу. Указом краља Александра Обреновића од 22. фебруара 1903. године, одликован је Орденом Таковског крста II степена.  Априла месеца исте године, позван је код краља на ручак и том приликом био је упитан да ли је задовољан службовањем у Ваљеву. Мишић му је одговорио да јесте и да штаб дивизије треба да остане у Ваљеву, а не да се, како је желео његов претходник генерал Василије Мостић пребаци у Шабац. То је био последњи сусрет краља са Мишићем.

## Промене на престолу и прво пензионисање (1903—1907)
Изјутра 30. маја, Мишић је примио отворену депешу са потписом генерала Атанацковића, у којој је стајало: Због личне свађе и сукоба од прошле ноћи краљ и краљица нису више међу живима; образована је привремена влада; с окружним начелницима и осталим месним властима постарајте се да на вашој територији одржите потпуни мир и поредак. Живојин је у време Мајског преврата, као лојалан официр, савесно обављао своје дужности команданта Дринске дивизијске области. После убиства краља Александара Обреновића, завереници су изабрали кнеза Петра Карађорђевића за новог владара. У том периоду из пензије је враћен Радомир Путник, унапређен у чин генерала и постављен за начелника Главног генералштаба. Приликом доласка на нову дужност поставио је услов краљу Петру I да за помоћника добије пуковника Мишића.
Као помоћник начелника Главног генералштаба Мишић је Путнику био десна рука. Разрађивао је планове за концентрацију трупа на граници према Османском царству. Живојин се на месту помоћника задржао врло кратко, од јуна 1903. до марта 1904. године. Почетком 1904. за министра војног постављен је Радомир Путник а Мишић је постао заступник начелника Главног генералштаба. Одлазећи на нову дужност министра војног, Путник и Мишић су обавили разговор о даљем раду.

„Ви ћете ме заступати на дужности начелника Ђенералштаба, а ја вас уверавам да, док год ја будем војни министар, осим вас нико други неће сести на то место.”

Речи генерала Радомира Путника, приликом одласка на нову дужност министра војног.
После разговора са Путником, Мишић је у речи охрабрења поверовао, међутим убрзо се испоставило да он неће дуго остати на тој позицији. Пензионисан је 24. марта 1904. године, заслугом завереника који су извршили Мајски преврат, а неформално образложење за пензионисање било је да је: као обреновићевац морао да оде из војске. Заједно са њим су пензионисани још два официра. Након пензионисања Мишића на место заступника начелника Главног генералштаба дошао је завереник и вођа током преврата пуковник Александар Машин.
Неочекивано и прерано пензионисан без пензије, Живојин се нашао у незавидном положају. Обележен као црна овца од завереника, сви су га избегавали. Чак и његови ученици са Више школе Војне академије, су поред њега пролазили као да га никад нису знали. У време тог пензионисања активним официрима је било забрањено да се разговарају са официрима одстрањеним из војске.
Уистину ми је било врло чудновато, а често и смешно, како поједини завереници — међу њима и моји ранији ђаци са Више школе — понашаху приликом случајног сусрета са мном. Обично би затурили капу назад, подизали главу увис и, са затуреним рукама уназад звиждукали као да ме никада нису познавали.
Преко прага Живојинове куће ниједан официр није прешао дуги низ година. Са шесторо деце и без пара запао је у материјалну беду, али није очајавао. Продао је оба коња и прионуо је на посао да среди списе са својих предавања док је био професор на Војној академији. После четири месеца из штампарије Љубе Давидовића изашла је Мишићева књига Стратегија са тиражом од 1.500 примерака. Интересовање за ово дело било је огромно па је већ првих месеци распродато 1.250 примерака, а остатак је Живојин уступио официрској задрузи уз проценат. Продаја књига му је донела зараду од 20.000 динара па је поправио материјални положај за наредне две године. Са групом такође пензионисаних официра и једним доктором је отворио штампарију, али како су сви они били на лошем гласу, јер су их завереници обележили, готово нико није ушао у њихову штампарију да изда неку књигу. Због тога је овај посао пропао, па је Мишић запао у још веће дугове.

## Понуда и реактивирање (1907—1909)
У пролеће 1907. појавила се могућност да се Мишић врати у активну службу. Већ у марту председник владе Никола Пашић позвао је пуковнике Живојина Мишића и Александра Машина на разговор у свој приватни стан. Рекао им је да их је позвао као истакнуте личности супротних струја у војсци, да се посаветује с њима на који начин би се могло поправити нездраво стање и отклонити затегнути односи у официрском кору које су подгревале присталице и противници старе нове династије. Мишић је одговорио да не припада никаквој струји. Пашић је на то рекао да он томе ништа не зна али да га многи тако означавају. На крају састанка Пашић је обојицу упозорио да о овом састанку не говоре никоме. 
У јуну је Мишића позвао на разговор генерал Путник, који је у то време био министар војни, и понудио му да се реактивира. Живојин му је одговорио да пристаје под условом да му се врати ранији ранг пре пензионисања. Путник му је на то одговорио да то по закону није могуће, а да ако се активира ранг ће му касније бити поправљен. У то време био је припремљен краљев указ о произвођењу у чин генерала Михаила Живковића и Степе Степановића. Мишић је, чувши то, категорички одбио да не пристаје да му старешина буде ко је раније по рангу био млађи од њега. Сачувавши своје достојанство вратио се у своју сиротињу.
Годину дана касније, средином 1908. године, посетио га је пријатељ Љубомир Радојловић и дао му зајам од 15.000 динара у злату како би подигао нову кућу на плацу у Делиградској улици. У нову кућу се уселио већ првог новембра. Од Управе фондова добио је зајам и вратио дуг, међутим убрзо су пристигле удаје обе његове старије кћери. По удаји обе кћери, а због захтева фонда да уредно плаћа рате зајмова, Мишић није нашао излаз из финансијске кризе, па је одлучио да прода цело имање и поново је остао без динара.
Током Анексионе кризе на лични захтев начелника Главног генералштаба генерала Радомира Путника, Мишић је поново позван да се реактивира. У то време министар војни је био генерал Михаило Живковић, који је позвао Живојина у министарство 10. марта 1909. и одмах се сагласио да му се врати његов ранији ранг. Реактивиран је захваљујући рупи у закону. У Српским новинама објављена су три указа: првим се односило да се Мишић преводи у резерву, другим да се из резерве враћа у активну службу са истим рангом пре пензионисања и трећим се одређује за помоћника начелника Главног генералштаба.

## Припреме за рат (1909—1912)
Следећег дана добио је наређење да се у 11 часова јави краљу Петру а потом и генералу Путнику. На ове састанке је отишао у цивилу, униформу више није имао, све је распродао. Краљ га је по обичају, примио врло срдачно. На краљевом столу су се налазиле топографске секције Срема и Баната и пошто га је обавестио да Аустријанци подижу утврђења на Бежанијској коси, краљ га је упитао:
Шта мислиш, Мишићу, да ли би требало наредити мобилизацију наше војске? Многи ми то саветују, па чак и министар војни.
На ово питање Мишић му је мудро и кратко одговорио:
Ваше величанство, ја држим да ми нисмо спремни за рат у овом тренутку, јер нам много штошта недостаје. Мобилизацију војске могли бисмо наредити тек онда кад извршимо мобилизацију целокупног Српства.
Краљ ове речи усвоји и охрабрујуће одговори:
Готово право кажеш... Него гледај да одмах одеш у Главни ђенералштаб код ђенерала Путника.
На путу за главни генералштаб Мишић је срео једног од својих млађих официра за које је мислио да су били против њега током његовог првог пензионисања. Међутим, то није било тачно. Наиме, тај официр га је овог пута поздравио, извинио му се, и уверавао Живојина да је и када је он био пензионисан ипак поздрављао. Мишић му то није замерио већ га је охрабрио да то заборави и да је то сад иза њих. Касније је тај официр постао један од најбољих генералштабних официра на које се Мишић поносио.
У генералштабу Живојин је Путника затекао у канцеларији, у једној малој соби у којој је, како је Мишић приметио, од намештаја био један канабе, сто и столица. Путник је видевши Мишића одушевљено пришао и срдачно се руковао с њим.

„Ето, господине Мишићу ми опет заједно. Узмите овај елаборат, проучите га и после три дана донесите га да заједно разгледамо. Ако нађете да треба што исправити, а ви то назначите са стране.”

Речи генерала Радомира Путника приликом поновног сусрета са Живојином Мишићем.
Путник није губио време и по Мишићевом доласку на службу у главни генералштаб 1909. године, без сувишних објашњења, предао му готов елаборат који се односио на израду плана мобилизације војске за рат против Турске, с налогом да му га после три дана донесе да заједнички размотре, а евентуалне примедбе назначи са стране. Тако је Мишић укључен у израду завршних верзија ратних планова за рат против Турске и Аустроугарске. То је било од великог значаја јер ће, у својству Путниковог помоћника, учествовати и у њиховој примени у оба рата.
У априлу 1910. Мишић се изненада разболео од запаљења слепог црева. Пошто су болови били несносни, однели су га у Војну болницу где је операцију извршио др Чеда Ђурђевић уз асистенцију др Романа Сондемајера и још неколико лекара. Након успешно извршене операције Мишића је у болници посетио краљевић Ђорђе. Због ове посете замерили су му неки који су се налазили на највишим положајима, што је Ђорђе касније и рекао. Од осталих посетио га је такође два пута и генерал Путник. Четири до пет недеља након операције Мишић се поново вратио својим командним дужностима. Кратко време током 1911. године, заступао је генерала Путника на дужности начелника Главног генералштаба током његовог боравка у бањи Карлсбад (Карлове Вари) ради лечења.
После стварања Балканског савеза хришћанских држава за рат против Турске, Мишић је заједно са Путником, припремао војну конвенцију са бугарским Генералштабом и планове садејства српске и бугарске војске. Пошто је у то време Путник био министар војни, а Мишић га замењивао на положају начелника Главног генералштаба, то је он у преговорима са начелником бугарског Генералштаба генералом Иваном Фичевом утаначио све битне елементе општег ратног плана. Након опсежних преговора и честих промена споразума, прихваћено је решење да Бугари дају једну дивизију под команду српске војске до освајања Овчег поља, и у тој форми српски генералштаб је потписао 15. септембра 1912. године ревизију раније потписане Војне конвенције. На растанку генерал Фичев мислећи да ће током рата Мишић постати начелник штаба Врховне команде му рече пар речи упозорења.

„Ето тако, господине Мишићу... Нама двојици предстоји или да се у овом рату прославимо, или да будемо обешени, ви на Теразијама, а ја на Софијској пијаци!”

Речи генерала Ивана Фичева након одласка поводом успешно окончаних преговора.
По одржавању седнице Министарског савета и након добијања уверења да ће се Аустроугарска остати по страни спроведена је мобилизација војске. По наређеној мобилизацији, генералштаб је добио одрешене руке за спровођење мобилизације и концентрисања трупа према утврђеном ратном распореду. Пошто је генерал Путник у то време био на положају министра војног све до објаве рата када је постављен за начелника Штаба Врховне команде, све послове око мобилизације био је задужен управо Живојин Мишић у својству заступника. Будући да је било неизвесно колико ће рат потрајати, министар финансија др Лазар Пачу је позвао Мишића да чује његово мишљење.
Шта ви мислите колико ће нам требати новаца за овај рат до идућег пролећа? Министар војни ђенерал Путник изјавио је на седници да треба да припремимо 30 милиона динара.
Мишић је одговорио крајње ауторитативно:
Ту суму, господине министре, помножите са четири, па и то једва да нам стигне до краја фебруара идуће године.
Након што је чуо одговор, Пачу забринуто рече:
Готово да имате право, господине Мишићу, али је мука како доћи до толике суме.
У то време, приликом реферисања министру војном о многобројним потребама војске, Мишић је напоменуо да би се требало што пре набавити око два милиона пари опанака. Тај предлог Путник је категорично одбио, сугеришући да је потребно само пола милиона пари. Међутим, ратна збивања су показала да је Мишић ипак био и овај пут у праву. Пред сам почетак рата за министра војног је одређен артиљеријски пуковник Радивоје Бојовић, који је овај положај преузео од генерала Путника. Штаб Врховне команде је премештен у Ниш, а оперативно одељење је било у старој кући др Мике Марковића док су остала одељења била смештена у вароши.

## Први балкански рат (1912—1913)

### Почетак операција
Почетком Првог балканског рата Живојин Мишић се налазио на положају помоћник начелника штаба Врховне команде и био је десна рука генерала Радомира Путника. Дана 6. октобра 1912. године, Мишић је заједно са Путником однео на потпис наређење за почетак ратних операција и након краљевог потписивања то је објављено командантима. Према српском ратном плану образовне су три армије за операције на македонском бојишту и помоћне снаге за дејства на ибарском правцу за ослобођење Старог Влаха и Рашке. Са друге стране, војску Османске царевине је за рат припремао немачки генерал Колмар фон дер Голц, који је извршио велику реорганизацију и модернизацију турске војске. Према Голцевом плану, турска војска је задржала дефанзивну тактику која се испоставила као погрешна, и главне операције против српске војске су водили не на Овчем Пољу, већ на Куманову.

Према савезничком споразуму Бугарска војска је требало да прва отпочне ратне операције, међутим то је 7. октобра учинила Црна Гора. Она је своје операције водила на правцима Скадар, Рашка, Васојевићи и Метохија. Србија, Бугарска и Грчка објавиле су ратне прокламације тек 17. октобра, док су операције започете следећег дана. Вест о црногорским победама снажно су одјекнуле у Београду, што се најбоље види по томе да су гледаоци позоришне представе у Народном позоришту, у паузи када је прочитана вест да је Краљевина Црна Гора већ отпочела ратне операције, сви устали и заједно са глумцима запевали црногорску химну. У тим ратним годинама и многи социјалисти, супротно ставовима Социјалистичке интернационале, без изузетка су пошли на фронт, укључујући и чланове руководства те странке Димитрије Туцовић и Душан Поповић, који су обукли униформе и отишли у своје ратне јединице. Одушевљење народа у Србији за рат са Турском је било огромно, толико да је свако ко је могао да носи пушку желео да учествује у рату, који је назван ратом за ослобођење поробљене браће. У том периоду, тачније 18. октобра, Мишића је одликовала Руска царевина Орденом Светог Станислава II степена.
Турци нису били изненађени брзином мобилизације и концентрације српске војске, па су одлучили да на вардарском бојишту концентришу новоформирану Вардарску армију под командом Зеки паше, састављену од три корпуса. После првих сукоба, Прва армија српске војске под командом престолонаследника Александра, разбила је и растерала турска погранична одељења и у даљем надирању избила на положаје северно од Куманова где је сачекала Другу и Трећу армију. Задати положаји су утврђени у ноћи 22. октобра, и чекало се наређење Врховне команде за нови напад. На другој страни Зеки паша је примио тачне информације да се српска Прва армија зауставила у рејону 20 km од границе, у околини Рујна и Нагоричана. На основу података које је добио, одлучио је да један корпус по избијању сукоба дејствује фронтално, а остали корпуси дејствују са левог бока српске армије и тиме онемогуће Србе да развију борбу. Операцијски план је био добар, међутим, у току премештања трупа, Зеки паши је јављено да је српско–бугарска мешовита армија усмерила свој напад према Кратову и Кочанима, па је свој Пети корпус преполовио због заштите свог армијског десног бока. За то време, српска Прва армија је провела ноћ на достигнутим утврђеним положајима.

### Кумановска битка
У рану зору, 23. октобра 1912. године, пешадијске и коњичке извиђачке патроле упућене су у опсежно извиђање терена. Неочекивано су се судариле са турским претходницама. Тог јутра била је велика измаглица која се полако дизала у току ноћи, али је онемогућила извиђачима да препознају турску војску. У први мах су претпоставили да им из правца Страцина долазе у сусрет долазе српске снаге. Разазнали су ко се пред њима налази, тек кад су се нашли очи у очи са непријатељем. Почеле су опсежне борбе две сукобљене стране, а пошто су турске извиднице у току дана поткрепљене корпусима, српска извидница није имала теоретске шансе за контранапад, па се повукла на утврђене армијске положаје. Борбе су трајале читав дан и упркос страховитом притиску вишеструко надмоћнијих снага, српска армија је успела да одржи све своје положаје. Крајем дана, када су се борбе смириле, Турци су мислили да су извојевали победу. Командант турске војске је сматрао да је српска војска избачена из рата. па је своју армију поделио на две дивизије и упутио их на два различита правца дуж бојишта. Тиме је у ствари ослабио своју ударну групацију. Срби су схватили озбиљност ситуације, да се пред њима налазе веома јаке непријатељске снаге, па су одлучили да сутрадан 24. октобра крену у контранапад, како би рашчистили ситуацију у околини Куманова и створили услове за наступање ка Овчем Пољу
За то време, у Врховној команди је владало незадовољство радом Треће српске армије под командом генерала Божидара Јанковића. Наиме, након заузећа Косова и ослобађања Приштине, Трећа армија је направила дан паузе, ради одмора за предстојеће наступање. Мишић као оштар критичар, замерио је команданту армије да је дао Армији дан одмора, уместо да је хитао ка Скопљу, док је он у част освећеног Косова организовао свечане литије. Истог става је био и генерал Путник, који је наредио Мишићу да хитно телеграфише Теча Божи да се мане литија и да гледа своја посла, те да пожури према Скопљу. У исто време Мишић је упутио и прекор генералу Степановићу, јер није форсирао покрет своје Тимочке дивизије I позива да учествује у бици код Куманова. Такође је истакао да грмљавина топова са Нагоричана није била довољна да отргне из колебљивости команданта Друге армије да благовремено изврши поменуто наређење и помогне Првој армији. Међутим, Степа није поступио по овом наређењу, јер је у том периоду турска армија са мањим одредом запосела Црни врх и тиме онемогућила бар на кратко Тимочку дивизију из састава Друге армије да се пробије до Куманова.

Ноћ између 23. и 24. октобра протекла је у убрзаном прегруписавању снага на обема странама ради одлучујућег обрачуна. Српске трупе добиле су задатак да у 6 часова ујутру пређу у напад. Турска војска је предухитрила Дринску и Моравску дивизију па су на фронту постигли делимичне успехе, међутим огромне губитке им је нанела српска артиљерија. Чим је стигло појачање српској војсци, овај турски напад је заустављен. У међувремену, на централном делу фронта десио се преокрет. Дринска дивизија I позива генерала Штурма преузела је снажан напад и око поднева пробила Турски фронт на Зебрњаку. Подршку су му пружили Дунавска дивизија пуковника Васића и коњичка дивизија кнеза Арсена. Чим су Турци сазнали да је Трећа армија ослободила Косово, њихови војници су почели да дезертирају. После пада Зебрњака, читав Седми турски корпус захватила је паника, па се војска расула са бојишта. Остатке армије командант Зеки паша сустигао је тек на левој обали Вардара. После бекства са бојишта и преласка преко мостова код Велеса и Градског, Турци су узалуд покушавали да консолидују своје трупе. У српско заробљеништво је пало око 2.000 официра и војника, заплењен је 61 топ и велике количине пешадијског оружја и опреме.
На фронту Друге српске армије, командант генерал Степа Степановић на поруке Врховне команде и генерала Мишића није реаговао, јер су у моментима издавања и до доспећа на фронт, због брзине акција већ биле застареле. Степа је по свом нахођењу наредио Тимочкој дивизији I позива пуковника Кондића и Седмој Рилској бугарској армији генерала Тодорова да убрзају напредовање према Овчем Пољу, што су они и учинили. О својим намерама Степа је обавестио и Врховну команду, а будући да није добио тражену сагласност наставио је да управља својом армијом, не испуштајући из вида догађаје код Прве армије. Но, недостаци у раду вишег командовања нису произвели теже последице на фронту, захваљујући високом моралу српских трупа, сналажљивости и самоиницијативности виших и нижих старешина, али највише због кардиналних грешака самог турског командовања.
По завршетку битке, Врховни командант краљ Петар I стигао је у Скопље возом из Врања у пратњи министра војног пуковника Радивоја Бојовића. Тада је краљ Петар I потписао четири већ припремљена указа. Унапређени су командант Прве армије престолонаследник Александар у чин потпуковника, командант Коњичке дивизије кнез Арсен и помоћник начелника штаба пуковник Живојин Мишић у чин генерала, а Начелник штаба Врховне команде генерал Радомир Путник у чин војводе. Такође су унапређени у чин генерала пуковници Павле Јуришић Штурм, Илија Гојковић, Ђорђе Михаиловић, Петар Бојовић, Михаило Рашић и Милош Божановић.

### Битољска битка
После пораза на Куманову, турска војска се повукла већим делом према Велесу и Кавадарцима, а мањим делом према Тетову и Гостивару. Прва армија је, гонећи их, такође подељена на две колоне дивизија. Пошто су команданти савезничких армија схватили да Турци одступају у нереду, српски пукови су без много муке ушли први у Солун испред бугарске и грчке војске. Приликом покушаја освајања Прилепа, Дринска дивизија I позива је водила жестоке борбе у рејону Бакарног гувна, где је уз велике жртве извојевала победу. Разлог за велике жртве је била неочекивана артиљеријска ватра са турских положаја. Поводом тог немилог инцидента, Мишић је предложио Путнику да се поведе поступак против свих одговорних за несавесно командовање, које је довело до огромних жртава у људству. Војвода Путник није реаговао на ову Мишићеву молбу, јер је сматрао да се у рату и много горе ствари дешавају, па је овај инцидент заборављен. По паду Прилепа, Турци су сконцентрисали све своје снаге за одбрану Битоља.
Уочи напада Прве армије на турске положаје у околини Битоља, којима је командовао Џавид паша, Мишић је позвао телефоном начелника Прве армије генерала Петра Бојовића да се информише о стању на фронту. Бојовић му је реферисао о стању трупа и њиховој припреми за предстојећи напад. Том приликом Мишић му је замерио што није предвидео једну дивизију, као армијску резерву под непосредном командом лично команданта престолонаследника Александра, с образложењем да је фронт предугачак, а да су турски положаји јако утврђени. Када му је Бојовић одговорио да је резервна Тимочка дивизија II позива послата из Неготина, Мишић му је рекао да је ту дивизију требало довести раније на фронт. У том тренутку између Мишић и Бојовић су разменили доста тешке речи, с обзиром да се радило о надмудривању у командовању армијом. Након подужег разговора ове двојице генерала, Мишић је упитао где се налази штаб Прве армије. Добио је одговор да је штаб у Прилепу. Бојовић је у том тренутку схватио оштрину Мишићевих речи када му овај рече:
Где си ти видео да штаб армије командује трупама у напад на тако важне положаје са даљине од око 45 km? Штаб армије треба да је на толиком и таквом удаљењу од својих трупа, одакле може, тако рећи, да осећа њихов дах.
Ни Бојовић није му остао дужан па му одговори љутито:
Па зар ти хоћеш да ја престолонаследника излажем артиљеријској ватри непријатеља?
Мишић је остао при свом ставу и одлучан да истраје у својој намери:
Није ствар у томе, господине ђенерале... Јашите коња и пре почетка напада да будете ближе својим трупама! 
По завршетку разговора Мишић је залупио слушалицу. Разговор је из своје собе слушао војвода Путник са својим ађутантом, који је од Мишића тражио да објасни коме је одржао лекцију? Оправдавајући свој поступак, Мишић је одговорио да је на карти уцртао положај Прве армије за напад на Битољ, али да се тога нису придржавали, ни командант, ни начелник штаба. Неколико дана по заузећу Битоља, Петар Бојовић је поднео писмени рапорт команданту Прве армије, с речима да га је Живојин омаловажавао и да је то могао чути сваки телеграфиста. Престолонаследник је овај извештај поднео начелнику Штаба Врховне команде на оцену и надлежно решење. Војвода Путник се на ово оглушио и рекао Мишићу да се све заборави а папир стави у архиву. Битољ је заузет 6. новембра у преподневним часовима. Пошто је увидео да неће моћи одолети продирању српских трупа, Џавид паша је напустио Битољ и повукао се у правцу Лерина и Банице. Због несагласности српске и грчке војске, тачније двојце престолонаследника Александра и Константина, Џавид паша је искористио тренутак непажње и повукао се правцем Охрид–Струга и избегао заробљавање. За време прегруписавања трупа Грци и Срби су разменили топове које су изгубили или заробили на правцима дејстава.

### Завршне операције и примирје
Након освајања Битоља, Моравска дивизија која је привремено била у саставу Прве армије, стављена је под непосредну команду начелника штаба Врховне команде. Битољском битком завршен је рат у Македонији. Потпуно расута турска војска се повукла у Албанију и тамо су чекали капитулацију. Гонећи разбијене турске трупе, Коњичка дивизија је 7. новембра ушла у Лерин. Истог дана Моравска дивизија II позива је заузела Ресен, а затим Охрид и Стругу. Један њен одред је ушао 4. децембра у Елбасан. По заузећу Елбасана, успостављена је веза са српским трупама на Јадранском мору. Тог дана, председник владе Никола Пашић свратио је у Врховну команду, где га је уместо болесног војводе Путника, примио генерал Мишић. Живојин му је реферисао на карти стање на фронту, па су заједно одлучили да се српске трупе пошаљу још више на југ, да би се што пре овладало реком Деволи. За спровођење ове Мишићеве одлуке била је задужена Моравска дивизија II позива. Наређено јој је да целокупном дивизијом наступи од Елбасана и Пећина на југ преко реке Деволи и, по могућству, да се заузму Берат и Фијерија. Продирући према задатом правцу, српске трупе су наилазиле на отпор мештана Албанаца, које су подржавали и делови расутих Џавид-пашиних трупа. И поред тога што су трупе успеле да их растерају, они су се изнова појављивали. О овом наређењу Мишић је прећутао, знајући да војвода Путник то не би одобрио, међутим када је сазнао за то, оштро га је прекорио.
Следећег дана Мишић је позвао телефоном пуковника Милована Недића. У подужем разговору Живојин га је упитао и замолио да са делом своје дивизије крене из Елбасана у правцу Дебра и да га заузме што је пре могуће и Недић је ово радо прихватио. О овом наређењу је обавештен и војвода Путник, који га је срдачно одобрио. Дебар је био заузет за два дана, а командант пуковник Недић је за заслуге остављен да се одмори на том положају. У истом периоду, једног дана је у канцеларију Живојина Мишића дошао његов класни друг пуковник Дамјан Поповић, са молбом да му се повери команда над неком јединицом у току рата. Мишић је о томе обавестио војводу Путника и замолио га да се Поповићу повери команда над деловима Шумадијске и Дринске дивизије. После дугог убеђивања Путник је прихватио Мишићев предлог, па је Дамјан Поповић постављен за команданта новообразованих Приморских трупа. У ноћи 26. на 27. јануар 1913. године, његове трупе, преузеле су слабо припремљен напад на Брдицу код Скадра, који се завршио неуспехом, уз велике жртве. Српске новине оштро су критиковале овај подухват. Пуковник Поповић је за такво писање штампе окривио Живојина Мишића, мислећи да он инспирише новинаре да тако пишу, што није било тачно. Рат је био приведен крају тек после пада Једрена 25. марта 1913. године, заслугом бугарске и Друге армије генерала Степе.
Мир између савезника и Османског царства закључен је 30. маја 1913. године. Аустроугарска, која се укључила у ове преговоре, залагала се да се Албанија прогласи аутономном државом. Бугари су захтевали да се Македонија подели линијом Крива Паланка–Охрид. Међутим, тај договор би био испоштован да је Албанија ушла у састав Србије. Бугарска је захтевала да се претходни договор склопљен пре рата испоштује и одбила сваки разговор о његовој ревизији. За то време Мишић је био гост на ручку у штабу Моравске дивизије II позива. На ручку се расправљало о новонасталој ситуацији са Бугарском и њиховим претензијама да заузму Битољ. Један од команданта пукова, пуковник Душан Васић, том приликом устаде да наздрави генералу Живојину Мишићу, па му одлучно рече:
Господине ђенерале, ако и Врховна команда, у чијем саставу и ви заузимате важан положај, пристане да се Битољ преда Бугарима, онда ће, кунем вам се, Моравска дивизија прво раскрстити с онима у Врховној команди, који на то буду пристали, а потом бранити Битољ, који смо уз онако велике жртве отели од Турака. Браниће га до последњег човека.
На ово обраћање Мишића се нашао помало затечен, тако да у први мах није знао како да одговори, међутим ипак рече:
Господо, ако би се ко нашао у Врховној команди који би пристао на уступање Битоља Бугарима, дајем вам часну реч да ћу га сопственим рукама везати и дотерати овамо, одакле ћемо с нашим храбрим пуковима полетети да бранимо Битољ.
Након овог обраћања цела команда дивизије је повикала: Живео! Потом су га натерали да попије чашу шампањца. По повратку у Скопље, Мишић је реферисао тренутно стање војводи Радомиру Путнику, кога је посебно обрадовала поменута здравица и Живојинов одговор. Два дана касније у Мишићеву канцеларију је дошао престолонаследник Александар. Након подужег разговора и реферисања Мишића о стању у трупама, престолонаследник га прво понуди цигарама а онда му саопшти да ће склопити савез са грцима, који су такође незадовољни понашањем Бугара. Пошто је добио Мишићеву подршку, отпутовао је након два дана у Солун. По повратку, саопштио му је да је постигнут договор са престолонаследником Константином. Писмени споразум је потписан 1. јуна 1913. године, међутим Грчка се није обавезала да Краљевини Србији пружи помоћ уколико нападне Аустроугарска. Српске трупе су, по наређењу Врховне команде, почеле да се групишу на правцу Криволак–Велес–Крива Паланка, у ишчекивању напада Бугарске, док је војска захтевала да се нападну бугарске трупе сконцентрисане на овом правцу, председник владе Никола Пашић је предложио да се чека њихов напад.

## Други балкански рат и друго пензионисање (1913)
Без објаве рата, а по наређењу генерала Михаила Савова, 30. јуна у 2 часа ујутро јединице бугарске 4. армије, која је имала преко 100.000 људи, започеле су изненадни напад преко реке Брегалнице, а сат касније и преко Злетовске реке. Тиме су бугарски краљ Фердинанд и премијер Радославов уништили Балкански савез. Врховна команда се све до почетка рата није одлучила на којој линији ће примити битку. По добијеном првом извештају од команданта Треће армије генерала Божидара Јанковића, у првом маху се мислило да се ради о локалном нападу бугарских комита. Међутим, након другог, потпунијег извештаја, пошто се видело да су Бугари преузели енергичан напад на фронту село Тестемелци–Доњи Балван, командант Треће армије одлучио је да са целом армијом пређе у напад. На основу тих извештаја, Врховна команда се уверила да су Бугари предузели општи напад и да је главни притисак усмерен на Дринску дивизију I позива на Брегалници. Војвода Путник је наредио да Моравска дивизија I позива, под командом генерала Илије Гојковића, крене у помоћ. За то време Црногорска дивизија, која се налазила у Скопљу у стратегијској резерви, припремљена је за покрет. Путник је затражио да Грци групишу три дивизије на дојранском фронту. У поподневним часовима пристигли су српски пукови, па је повраћен део изгубљених положаја. Тиме је најтежа криза преброђена још првог дана.
Око подне, Врховна команда је већала где да се прими одсудна битка. Разматране су две варијанте. Већина чланова штаба заступала је гледиште да треба повући трупе из додира са непријатељем и на раније припремљеним положајима, Динлер–Страцин, дати одсудну одбрану. Друго гледиште је заступао генерал Мишић. Његов предлог је био да одсудну битку треба примити на првој линији, образлажући да би повлачење трупа изазвало пометњу и пад морала, а непријатеља охрабрило и подстакло на још жешћи притисак на трупе у повлачењу. Војвода Путник је извесно време оклевао, али предвече, када је добио позитивне извештаје са фронта, наредио је да се спроведе Мишићево решење. Ову одлуку је спровео у име команданта Прве армије престолонаследника Александра, који се налазио у Београду, његов начелник штаба, генерал Петар Бојовић. Успех Прве армије имао је пресудан значај за даљи ток рата. Протеривањем непријатеља преко Злетовске реке и надирањем у правцу Кочани–Царево Село угрожена је позадина бугарске Штипске оперативне групе, којој је додељена главна улога у Брегалничкој бици. После девет дана крвавих борби, бугарска војска је сломљена. После овог бугарског пораза, у српској војсци се размишљало о офанзиви према Софији, међутим влада и Врховна команда су сматрале да не би било разумно то учинити у циљу развоја даљих добросуседских односа.
Последице за Бугарску су након ове битке биле катастрофалне. Пошто је остала без помоћи савезника, 13. јуна 1913. године, Румунија и Турска су отпочеле ратне операције на незаштићеним бугарским границама. У том нападу Румунија је добила јужну Добруџу, а Турска је повратила Једрене изгубљене у Првом балканском рату, које је Бугарска освојила уз помоћ Србије. Поражена Бугарска је крајем јула затражила од балканских савезника потписивање примирја. Месец дана после избијања сукоба, 10. августа исте године, закључен је Букурешки мир. По том споразуму Србија је задржала све територије које је добила у рату против Турске, Црна Гора је добила Васојевиће, део Метохије, Старог Влаха и Рашке, Грчка је добила јужну Македонију и део Тракије. Бугарској, као једином губитнику, остало је само део Беломорског приморја, које је освојила у претходном рату.

„Врховна команда — то су Путник и Мишић. Путник као обазрив човек није ништа остављао непредвиђено. Што он није видео, запазио је његов помоћник Мишић.”

Ратни дописник париског „Журнала” — Анри Барбије.
Одмах по завршетку рата против Бугарске, Мишић је по други пут пензионисан. Као повод за ово друго Мишићево пензионисање искоришћена је Албанска побуна и упад албанске нерегуларне војске на српску територију у септембру 1913. године. У ишчекивању завршетка обележавања међународне границе са новонасталом албанском државом, српска војска је оставила три пука на левој обали Дрима, са око 3.000 људи. Међутим Аустроугарска је саботирала напоре међународне комисије да обележи границу, а у исто време слала оружје и официре, коју су обучавали Албанце за напад на српску територију. То је рађено како би се спречила мирна консолидација српске управе на новоослобођеним територијама и да се на штету Србије и Црне Горе, реализовао план грофа Берхтолда о великој Албанији. Српска влада је била обавештена о тим припремама, док је Врховна команда сматрала да према Албанији треба поставити 50.000 војника. Министар финансија Лазар Пачу је изјавио да држава нема довољно новца за издржавање толике војске. Док су се они договарали, Албанци предвођени аустроугарским и бугарским официрима, 7. септембра, извршили су препад на српске снаге и начинили страшан масакр. Србија је затим брзо мобилисала три дивизије, разбила албанску нерегуларну војску и поново запосела старе положаје. Епилог је имао тешке последице – погибија 1.000, а рањавање 2.500 војника. За овај инцидент је требало наћи кривца.
Црна рука предвођена Драгутином Димитријевићем Аписом је тог кривца пронашла у Живојину Мишићу. Знало се од раније да Апис не подноси Мишића и често га је називао окорелим напредњаком, па му је овај догађај био идеална прилика за пензионисање. На предлог Министра војног генерала Милоша Божановића, завереника из 1903. године, Мишић је пензионисан 12. септембра 1913. године. На терет му је стављено да је он сачинио план распореда и одредио јачину трупа за обезбеђење границе. Чињеница је да Мишић није имао никаквог удела при реализацији плана против побуњеника, јер су план одобрили војвода Путник и министар војни Милош Божановић, али за ангажовање већих трупа нису добили подршку од министра финансија Пачуа. Одмах након пензионисања, за које је сазнао из службених новина, Мишић је посетио генерала Божановића, захтевајући да му објасни разлоге због чега је пензионисан. Божановић му је дао неозбиљне одговоре, засноване на инсинуацијама, не помињући гранични сукоб. То безразложно пензионисање изазвало је праву политичку буру у престоници. Сви новински часописи су се бавили Мишићевим случајем, па чак и лист „Пијемонт”.

„Мучки, без обавештења јавности, као плод партијске ћудљивости, и као жртва министарског савета, одсечен од војничког стабла и безочно стављен у пензију ђенерал Живојин Мишић.”

Одломак из часописа „Пијемонт” од 20. септембра 1913.
Писање „Пијемонта” је било Мишићу по вољи и зато је пристао да се преко њега обрати и објасни зашто је пензионисан, али одбрана коју је објавио „Пијемонт” није била толико њега ради, већ политички обрачун са радикалском владом. Разочаран у све и свакога, Мишић је закључио да је овог пута његова војничка каријера дефинитивно завршена. Са малом пензијом више није могао да живи у Београду и преселио се у Прокупље. Тамо је купио кућу и настанио се у њој, али овог пута није морао дуго да чекао своје поновно реактивирање. За заслуге у оба Балканска рата одликован је бројним орденима међу којима се истичу: Орден Карађорђеве звезде са мачевима IV степена, Орден Данила I за независност II степена, Орден Енглеског друштва Црвеног крста и Споменица за „Освећено Косово”.

## Први светски рат (1914—1918)
Сви фактори Аустро-Угарске агресивне политичке елите смишљено су чекале повод за рат против Србије. Атентата на аустроугарског престолонаследника надвојводе Франца Фердинанда, које је извршио Гаврило Принцип на Видовдан 28. јуна 1914. године, у Сарајеву је искоришћен као повод. Пред само избијање Првог светског рата, Мишић је опет реактивиран и постављен за помоћника начелника штаба Врховне команде. Реактивирање се показало као прави потез, јер се уз остарелог и болесног војводу Путника, чије је здравље било озбиљно нарушено, поново се налазио енергични Мишић. У то време, Путник се налазио на лечењу у бањи Бад-Глајхенберг у Штајерској, југоисточно од Граца. По пријему депеше о ултиматуму, Путник је одмах кренуо у Србију. Сазнавши то, мађарске власти су ухапсиле војводу и објавиле ту вест као највећу сензацију. Војни кругови у Бечу нису много марили за остарелог и болесног Путника, чак су и сматрали да је боље да он командује Српском војском, него неко од млађих генерала, па су телеграфисали у Будимпешту да га пусте. У овом периоду Мишић је одликован Спомен-крстом 1913 за заслуге у Другом балканском рату.
До Путниковог повратка за вршиоца дужности именован је генерал Степа Степановић, командант Друге армије, док се на положају помоћника налазио генерал Мишић. Управо су ова два класна друга у тешко време припремила земљу и војску за предстојећи рат. По обављеној наредби Врховне команде 25. јула, спроведена је мобилизација и концентрација трупа по тачно утврђеним плановима, које је током анексионе кризе претходно израдио војвода Путник. Мобилисано је 11 дивизија I и II позива и једна коњичка дивизија, као и трупе III позива – укупно 450.000 људи распоређених у три армије. Са закашњењем, тек 6. августа, српска и црногорска врховна команда су завршиле заједнички ратни план.
У међувремену, док су се аустроугарске трупе гомилале на српској граници, у земљу се вратио војвода Путник. Одмах по доласку у Крагујевац 8. августа, дочекали су га регент Александар, генерали Степановић и Мишић, пуковник Живко Павловић и други чланови Штаба. После само четири дана, 12. августа, у Врховној команди примљени су извештаји са границе да су Аустроугари отпочели офанзиву из Босне, преко доње Дрине код Лознице и Лешнице, а делови осталих корпуса су наступали преко Срема код Сремске Митровице и Шапца.

### Церска битка
Према развоју ратне ситуације 11. августа, непријатељ је вршио демонстративне акције на целом фронту. Начелник Штаба Врховне команде, искусни војсковођа Радомир Путник се није дао заварати, па је истог дана упутио Трећу армију, под командом генерала Павла Јуришића Штурма да упорно задржава главне снаге аустроугарске Пете армије, која је нападала српске заштитне одреде на граници. Трећа српска армија била је развучена на широком фронту од Шапца до Гучева. У следећа два дана непријатељ је заузео Шабац, док је своју Пету армију усмерио долином Јадра ка Ваљеву. Врховна команда је издала наређење да Друга армија одмаршује према Текеришу и да две дивизије упути преко планинског гребена Иверка и ту изврше удар у леви бок непријатеља. Међутим, генерал Степа је по доласку на Терекиш утврдио да је ризично да упути своју армију на две аустроугарске армије, па је радикално модификовао план Врховне команде.
Главне снаге Прве армије образовале су стратегијску резерву Врховне команде, док су помоћне снаге ове армије имале задатак да држе северни фронт од Голупца до ушћа Колубаре у Саву. Ова одлука српске Врховне команде, у којој је Мишић заузимао истакнут положај, довела је до битке на Церу и прве савезничке победе у Првом светском рату. Заповест Врховне команде за офанзиву затекла је Другу армију на маршу. Она се у том периоду кретала према Шапцу са циљем да се спречи даље надирање непријатељских снага преко понтонског мостобрана, пре него што се оријентише према непријатељским снагама, које су надирале преко Дрине. У том периоду, аустроугарски 13. корпус успео је да присили српску Трећу армију да се повуче на положаје изнад Завлаке. Да би подржао тај продор, генерал Поћорек је наредио да се 42. хонведска дивизија из Шесте армије, која је била оријентисана за дејство на ужичком правцу, пребаци на правац Љубовија – Пецка и помогне корпусу.
Српска Врховна команда, тачно ценећи намере непријатеља, благовремено је реаговала. Упућивањем Моравске дивизије II позива на фронту код Пецке, ојачала је лево крило Треће армије и зауставила напад 42. хонведске дивизије. Из Прве армије, која је код Уба била у стратегијској резерви, упућена је Дунавска дивизија I позива у Мачву, да ојача Шумадијску дивизију I позива и Коњичку дивизију, док је Тимочка дивизија I позива стављена на располагање команданту Друге армије. Другог дана битке непријатељска артиљерија са Иверка нанела је велике губитке Комбинованој дивизији, што је условио њено повлачење. Међутим, благовременом интервенцијом Моравске дивизије I позива спречен је главни против удар аустроугарске 9. дивизије. Четвртог дана, 18. августа, ситуација на фронту је била нејасна. Церска оперативна група је заузела главни положај на Церу. На десном крилу Треће армије изгубљен је важан положај Марјановића вис и тиме су били угрожени позадина и бокови Друге и Треће армије. у Мачви, аустроугарски 4. корпус појачавао је притисак, па је српска Врховна команда издвојила Тимочку дивизију I позива и пребацила је на десни бок Треће армија, а Тимочка дивизија II позива је упућена у Мачву ради помоћи Првој армији. Видевши новонасталу ситуацију на фронту, команда 8. корпуса је 19. августа наредила да трупе отпочну повлачење у току ноћи. Такво повлачење је резултирало неконтролисано осипање Пете аустроугарске армије. Тада се показало да одлука Врховне команде да издвоји Тимочку дивизију I позива и упути је у помоћ Трећој армији није била добра, јер је предлог генерала Степе био да се употреби за паралелно гоњење непријатеља северно од Цера, према Лозници, ради заузимања прелаза на Дрини. Да је његов предлог био усвојен, већина Пете армије би пала у српско ропство.

„Огранци Цера и Иверка притиснути су гомилама непријатељских лешева. Непријатељ је имао огромне губитке, читави његови пукови су уништени.”

Извештај војводе Радомира Путника након Церске битке.
У бици на Церу избачено је из строја око 25.000 припадника аустроугарске војске. Српска војска је заробила око 5.000 непријатељских војника, запленила је око 50 топова и велике количине другог ратног материјала. Губици са српске стране нису били мали, избачено је из строја 259 официра и 16.045 подофицира и војника. Поражена аустроугарска војска је приликом повлачења искалила свој бес над недужним становништвом Мачве и Подриња, где је починила масовне злочине. Лозански професор криминологије доктор Арчибалд Рајс, који је на позив председника владе Николе Пашића дошао у Србију да посведочи о том нечувеном разбојништву над цивилним лицима, обавестио је светску јавност о варварском понашању трупа тобожње културне Аустро-Угарске, што је изазвало запрепашћење у целом цивилизованом свету. Француски публициста Анри Барбије такође је видео та злодела па је о њима и забележио у својим белешкама.
Ова прва победа савезника у Првом светском рату била је у ствари почетак краја Хабзбуршке монархије. Њоме је ратни и почетни операцијски план српске Врховне команде, који су израдили војвода Радомир Путник и генерал Живојин Мишић, успешно реализован. Српска Врховна команда мајсторски је руководила овом сложеном операцијом, њене одлуке биле су смеле и ризичне, али и веома добро прорачунате, чиме је надмашила у оперативном и тактичком смислу много хваљено командовање аустроугарске Балканске војске.

### Сремска офанзива
Победа у Церској бици подигла је углед српске војске у очима пријатеља и непријатеља. Због тога су нарочито пријатељи, прецењивали њене могућности и захтевали од српске Врховне команде да одмах предузме офанзиву против Аустро-Угарске. Руси су у томе били посебно упорни, јер су желели да Срби спрече да се део аустроугарских снага пребаци са Балкана у Галицију. Из солидарности са савезничким армијама, српска Врховна команда је наредила 6. децембра, да Прва армија форсира Саву и пређе у Срем, а Ужичка војска и црногорски Санџачки одред да предузму операције у источној Босни, да на свом фронту вежу што јаче снаге непријатеља. Друга и Трећа армија задржане су у одбрани на Дрини од њеног ушћа до Љубовије. Предвиђајући да ће аустроугарска војска обновити напад, чиме би поправила психолошки шок од пораза у Церској бици, Врховна команда није очекивала да ће у новој офанзиви бити ангажоване још крупније снаге него у претходној кампањи. У недостатку својих извора информација, због потпуног побачаја сопствене обавештајне службе, Врховна команда се ослонила на обавештења из страних извора. Тако је на основу нетачних обавештајних података италијанске војске, примљених преко руске војске, српска Врховна команда поверовала да је дошло до повлачења целокупне аустроугарске Шесте армије и њеног упућивања на Источни фронт, што се испоставило као нетачно, јер је управо та армија била остављена на положајима горње и средње Дрине, ојачана једним и по корпусом Друге армије и да се спремала да предузме нову офанзиву против Србије, о чему српска обавештајна служба није имала никакве податке.
Док је Прва армија извршила успешно форсирање Саве, ослободила готово читав доњи Срем и предњим деловима избила до Старе Пазове, Тимочка дивизија I позива из састава Друге армије, која је дејствовала на помоћном правцу, доживела је катастрофалан пораз при покушају да форсира Саву код Чеврнтије, источно од Сремске Митровице. Ова дивизија је извршила офанзиву са знатним закашњењем, без солидних тактичких и техничких припрема, као и без познавања тактичко-оперативне ситуације у зони форсирања. Пошто је пребацила у Срем 13. пук, без једне чете и два батаљона 15. пука, с једном пољском батеријом, обуставила је превожење да би поставила понтонски мост, макар и слабије конструкције. На тај начин су се пребачени делови нашли потпуно усамљени на левој обали реке и изложени снажном противнападу вишеструко надмоћнијих непријатељских снага. Под притиском тих снага центар и лево крило 13. пука је почео да се повлачи у нереду. Многи војници су при том повлачењу убрзано препливавали реку, међутим многи нису знали да пливају, па су била забележена масовна дављења. Укупно је погинуло, рањено или заробљено 6.366 војника, подофицира и официра, док су непријатељеви губици били троструко мањи – око 2.000 војника избачених из строја.
Неуспех код Чеврнтије негативно се одразио на темпо дејства Прве армије. Поучен овим горким искуством, командант Прве армије генерал Петар Бојовић није хтео ништа да ризикује, па је своје трупе задржао на мостобрану све до 10. септембра. Тек тог дана трупе Одбране Београда прешле су Саву и заузеле Земун, а Прва армија је отпочела наступање са ширег мостобрана у правцу Фрушке горе и до 12. септембра избила на линију Бановци–Нова Пазова–Војка–Попинци–Буђановци. За то време Ужичка војска је била у рејону Власенице, а црногорска Санџачка војска наступала на правцу према Палама. Ово напредовање српске војске изазвало је велику узбуну, а може се рећи и панику, у Бечу и Будимпешти. Генерал Поћорек је сматрао да ће најефикасније зауставити офанзиву српске војске у Срем, ако пређе у одлучан напад преко Дрине и Саве.

### Одбрана Мачве и Мачков камен
Почетком Друге аустроугарске офанзиве, преко Дрине, Аустроугарска је ангажовала троструко јаче снаге него у првој офанзиви, јер је у Церској бици учествовала само са делом својих снага. Напад је почео 7. септембра, продором 5. аустроугарске армије преко Дрине и Саве у рејон Мачве. Ту их је дочекала Друга армија под командом генерала Степана Степановића и захваљујући доброј организацији система ватре и максималном коришћењу водених препрека, те благовремено предузетим противнападима, нанела непријатељу тешке губитке и принудила га да обустави офанзиву. Највише је страдао аустроугарски 13. корпус из састава ове армије са око 4.400 погинулих, међутим Поћорек је био одлучан да се офанзива мора наставити док се не успе, а за то се побринула аустроугарска 6. армија, која је приредила изненађење српској Трећој армији. Захваљујући оствареној надмоћности на тежишту напада, она је успела да форсира Дрину, овлада гребеном Гучево–Борања–Јагодња и створи солидну операцијску основицу за надирање у унутрашњости Србије. Пошто покушаји прегруписавањем и рокирањем снага како би се зауставило непријатељско надирање нису успели, морала је да интервенише српска Врховна Команда.
Будући да није располагала стратегијским резервама, Врховна команда је била принуђена да обустави офанзиву Прве армије у Срему, која се, као што смо видели, успешно развијала, и да ову армију врати преко Саве. Врховна команда је наредила Првој армији да се усиљеним маршем пребаци у рејон Пецке. Противудар се у почетку успешно развијао; непријатељ је после тешких борби натеран да се у нереду повлачи на Јагодњу и да прелази у одбрану. Међутим, команде српске Прве и Треће армије су прерано закључиле да су постигле одлучујући успех, па је продор Прве армије испао кратког даха. У уверењу да је непријатељ потучен Прва армија је наставила напад, али је убрзо наишла на веома снажан отпор. Од 19. до 22. септембра развиле су се огорчене битке на целом фронту. Најжешће борбе вођене су око Мачковог камена. О жестини борби на Мачковом камену сведочи и напад непријатељске 18. дивизије, која је последњег дана борбе уз велике губитке нападала још јаче и одлучније усмеравајући главни концентрични напад правцем Кошутња стопа–Мачков камен. Сви напори официра да спрече повлачење са задатих положаја били су узалудни. Отпор је нагло слабио на крилима првог борбеног реда, тако да више није било могуће спречити повлачење исцрпљених и тешко проређених српских трупа. О интензитету борби на Мачковом камену сведоче обострани губици (пропланак величине 500 m² био је потпуно покривен лешевима погинулих махом непријатељских војника).
Српска војска имала је током ове борбе знатне губитке. Из строја је избачено 11.490 људи, махом припадника Дунавске дивизије I и II позива. У свим борбама српски официри, подофицири и војници показали су беспримерно залагање и упорност. Захваљујући томе, иако је изгубила део државне територије, српска војска је принудила боље обучене и опремљене аустроугарске трупе да се задрже на линији, коју је, према Поћорековом плану, требало заузети већ другог дана по преласку Дрине. Аустроугарска 6. армија је том приликом имала преко 30.000 људи избачених из строја. Због тога је Поћорек био принуђен да се одрекне амбициозног плана о уништењу српске војске у западној Србији па је дошло до стабилизације фронта и рововске војне, прве у Првом светском рату.

### Повлачење армија
У наредном периоду на српско–аустријском фронту настало је затишје, које је потрајало више од месец дана. За то време Ужичка и Санџачка војска извршиле су продор у источну Босну, овладале Вишеградом, Рогатицом, Соколцем, Хан Пијеском и избиле: Ужичка војска пред Власеницу и Олово, а Санџачка војска пред само Сарајево. Поћорек је био принуђен да прикупља снаге од једног ојачаног корпуса да би одбацио преко Дрине ове српске и црногорске јединице. Њему је то сада било могуће, пошто на фронту главних снага није било борби. Због тога овај продор у источну Босну није имао онај ефекат који је могао да има у време против удара Прве армије и боја на Мачковом камену. У току затишја аустроугарске снаге су попуњене људством и материјалом до пуне ратне формације, а чак су и ојачане артиљеријом тешких калибара. Српска војска, међутим, добила је незнатну попуну у људству, а запала је у велику оскудицу муниције, одеће и друге опреме. Команданти дивизија су морали да одлучују о утрошку сваког артиљеријског метка. Војници су полуголи и боси стајали у рововима, на планинском земљишту, где је крајем октобра и почетком новембра било и снега. Влада је чинила грчевите напоре да набави муницију, нарочито артиљеријску, затим одећу, обућу и другу опрему, али њене молбе код савезника наилазиле су најчешће на одбијање. Тако је српска војска дочекала новембарску офанзиву аустроугарских снага потпуно неспремна за дужи отпор.
Поћорек је искористио такву ситуацију и апсолутну надмоћност својих снага. За десетак дана новембарске офанзиве, он је успео да одбаци српске снаге на десну обалу Колубаре и Љига. Тиме је битка на Дрини била завршена. Српске снаге изгубиле су ту битку, али аустроугарске снаге је нису добиле. Њима је потпуно пропао план да окруже и униште српску војску. Сем тога, оне су у овој бици изгубиле око 130.000 људи, а наступајући према Ваљеву удаљиле се од својих база за снабдевање. Разровани путеви, које су аустроугарски команданти подругљиво називали четвртом армијом, чинили су све тежом везу са позадином.
Осмог новембра у Крагујевцу је одржана заједничка седница владе и Врховне команде. Војвода Путник је реферисао о стању на фронту, које је врло критично. Непријатељ је свуда потискивао српске снаге, засипајући их снажном артиљеријском ватром, а српска артиљерија није могла да одговори ни на стоти метак. Многе батерије су остајале без муниције и као неупотребљиве, одвлачене су са фронта. Пуковник Стефановић, министар војни, записао је у свом дневнику да је Путник изгледао депримиран, али су генерал Мишић и пуковник Живко Павловић били оптимисти. Иако је било бојазни да ће отпор морати да се обустави, пошто нема муниције, преовладавало је мишљење да треба одлучно наставити борбу.

„Борићемо се... па макар нас сатерали... до Ђевђелије!”

Речи војводе Радомира Путника на заједничкој седници Владе и Врховне команде.
Пашић је ову ситуацију искористио да дипломатским путем изврши притисак на савезнике да помогну српску војску артиљеријском муницијом, предочавајући им да ће се, ако Србија клоне, седам аустроугарских корпуса наћи на другим фронтовима Антанте. Тада је Француска одлучила да Србији уступи 20.000 артиљеријских метака и да још толико касније упути Грчкој, која је под тим условима упутила Србији гранате. Русија је такође убрзала једну пошиљку, која је, после ступања Турске у рат, била задржана у Очакову. На тај начин Краљевина Србија је готово у последњем моменту добила извесну помоћ која јој је донекле олакшала ситуацију уочи нове битке.

### Колубарска битка
Стање у свим јединицама је било критично, али најтеже код Прве армије, која је издржала највећа напрезања и претрпела најтеже губитке у протеклим борбама. Поред недостатка артиљеријске муниције и свих осталих борбених средстава, ова армија имала је несрећу да њен командант генерал Петар Бојовић буде рањен. Бојовић је успевао да одржи командантско место све до поновне повреде исте ране, која га је тотално имобилисала да није могао више да хода већ је ношен на носилима. Ова настала ситуација је захтевала да Врховна команда уради промену на командантском положају. Управо у време повлачења српске војске на десну обалу Колубаре и Љига, за команданта најзамореније и највише истрошене српске Прве армије постављен је генерал Живојин Мишић. Војвода Путник је 14. новембра позвао Мишића и саопштио му постављање на нову дужност.

„Мишићу... Идите... Идите да прихватите Прву армију. Бојовић је тешко болестан и рањен... Тренуци су врло критични. Зауставите ово осипање наше војске. Ви једини... И шта учините, учињено је.”

Речи војводе Радомира Путника упућене генералу Мишићу након његовог постављења на дужност команданта Прве армије.
Полазећи из Крагујевца према Ваљеву, Мишић је видео многе призоре страдања и патњи свог народа и војске, призоре који су га дубоко потресли, али и подстакли на дезертерство. Трагичну ситуацију с којом се суочио по доласку у армију и посебно, хаос који је владао на Рибничком мосту код Мионице. На путу ка својој армији Мишић је сретао застрашене и избезумљене гомиле народа, ситуација у каквој би и најприсебнији команданти губили главу, међутим не и Мишић. Обраћајући се на том путу једном команданту Мишић прибраним гласом рече:
Побогу човече, има ли начина да се помогне?
Командант одговара:
Мени се чини да нема!
На тај одговор Мишић се трже и оштрим, старешинским гласом пресече команданта:
Има га, и мора га бити! 
Мишић је добро познавао српског војника, а његов одлучан старешински глас команданта у тренуцима клонулости подизао је дух и уливао је поверење. Знао је да има тренутака када и најхрабрији беже, али је исто тако знао да се изгубљено поверење може повратити и неуморно се дао на посао. Он је за најкраће време, од једне деморалисане војничке масе поново обновио чврсте борбене јединице способне за највеће подвиге. Наиме 16. новембра, Мишић је преузео команду над Првом армијом, која је у том моменту имала три потпуно исцрпљене дивизије. У то време армија је, после повлачења са ваљевских положаја, запосела положаје на линији Маљен—Баћевац—Гукош—Качар. Главни командант аустроугарских снага генерал Поћорек је закључио да је тада отпорна снага Срба смањена, па је 19. новембра наредио да се енергично настави офанзива са тежиштем против српске Друге и Треће армије и настави надирање према Аранђеловцу и Београду.
Увиђајући да неће моћи да се одупре снажном непријатељском притиску, након напада шест аустроугарских дивизија, Мишић је у току ноћи између 21. и 22. новембра повукао своју армију на положаје у рејону Сувоборске греде. Одатле је по директиви Врховне команде, требало да изврши противнапад у оквиру опште противофанзиве на читавом фронту. Да би побољшала ситуацију код Прве армије, Врховна команда ју је ојачала Дринском дивизијом Првог позива из састава Треће армије. Након аустроугарског енергичног напада и заузимања Маљена 24. новембра, српска Врховна команда је одустала од планираног напада. Пратећи будно развој ситуације, Мишић је дошао до закључка да би учинио неопростиву грешку ако би и даље целу армију под борбом повлачио са положаја на положај и бранио сваку стопу земљишта. Уместо тога, одлучио се 26. новембра на рискантнији потез. Наредио је свим командантима дивизија да се повлаче на положаје испред Горњег Милановца у циљу одмора и консолидације трупа. Своју намеру о повлачењу је телефоном саопштио 28. новембра и начелнику Штаба Врховне команде, војводи Путнику.
Том приликом пуна два сата вођен је телефонски разговор између генерала Мишића и његовог начелника штаба пуковника Стевана Хаџића, с једне, и војводе Путника и његовог помоћника пуковника Живка Павловића. Изненађен одлуком команданта Прве армије, војвода Путник га је подсетио на директиву Врховне команде по којој је требало да одржи задате положаје. Настојећи да га увери у оправданост своје одлуке, Мишић је изложио Путнику критично стање своје армије. Излажући предности које му нуди нова линија, Мишић је нагласио да он на њој нема намеру да се брани, него да напада. Путник није усвојио Мишићеве разлоге и навео је да непријатељ потискује и друге две армије, а затим је тражио да му се тачно одреде положаји испред Горњег Милановца које Прва армија намерава да запоседне. За време кратке паузе у разговору између Мишића и Путника, пуковник Хаџић је издиктирао преко телефона нову линију Прве армије, коју је пуковник Павловић уцртао на карти. После 10-15 минута Путник се поново јавио и упозорио Мишића да би повлачење Прве армије резултирало промену операцијског плана осталих армија и да би због тога морао да се напусти и Београд. Путник је такође напоменуо Мишићу да ако непријатељ на новим положајима јаче притисне, да ће за један дан стићи и до Крагујевца а да би Другој армији требало да пристигне на крагујевачке положаје. Мишић је тада повишеним гласом одговорио:
Ја се надам да до повлачења према Крагујевцу неће доћи, а ако се та несрећа не буде могла да избегне, у сваком случају створићу довољно времена за прилажење осталих армија према Крагујевцу. 
После кратке паузе Путник је поново позвао Мишића и још једном инсистирао да се Прва армија не повлачи са вододелнице. Када је после свега војвода Путник још једном упозорио Мишића да мора да слуша наредбе Врховне команде, он је испрва нешто опсовао а онда је одговорио:
Нећу у овом часу никога да слушам када радим посао за који носим одговорност. Наредио сам повлачење и остајем при том. Дајте команду коме хоћете али докле ја командујем армијом има да буде како ја мислим да је најбоље за ову земљу. 
 Путник је за тренутак ћутао, а затим наредио да му се одмах писмено доставе разлози повлачења Прве армије на нове положаје. То је Мишић учинио. Тек после тога јавио се пуковник Живко Павловић, и саопштио да је начелник штаба Врховне команде одобрио повлачење Прве армије на положаје северозападно од Горњег Милановца са корекцијама Врховне команде ради боље везе са Ужичком војском. Пошто је одобрио ову одлуку, Путник је у духу директиве одлучио да се напусти Београд и тиме скрати фронт за 40 km и главне српске снаге групише на новом фронту Аранђеловац—Горњи Милановац, док је са Ужичком војском планирао да запоседне Овчарско-кабларску клисуру и затвори правац који води према Чачку.

„Због повлачења Прве армије морала се повући и Ужичка војска за одбрану Чачка и из долине Западне Мораве на линију Јанићи—Каблар—Овчар—Марковица. Друга армија и Обреновачки одред остали су на досадашњим положајима. На новој одбрамбеној линији Прве армије и Ужичке војске наше трупе, због велике заморености, силних губитака и слабих ефектива, неће моћи пружити непријатељу дужи отпор. Поједини пукови немају више од 600 пушака. Пад ове линије може се очекивати кроз неколико дана. С падом те линије непријатељ ће продрети у долину Западне Мораве, а тиме ће и евентуална одбрана Крагујевца бити угрожена. Поред тога, Друга армија и Обреновачки одред биће принуђени на ужурбано повлачење ради спречавања даљег продирања непријатеља долином Велике Мораве. Београд се мора напустити, а тиме ће се бити онемогућена одбрана целе Дунавске линије, те ће се цела северна Србије морати напустити.”

Део извештаја генерала Живојина Мишића упућен заступнику министра војске и председнику владе Николи Пашићу.
Мишићева одлука о повлачењу Прве армије са Сувобора, Рајца и Проструге управо је омогућила да се стекну толико жељени услови за противофанзиву. Поред осталог, допринео је долазак 1.300 ђака – каплара из Скопског ђачког батаљона. Они су попунили командна места у основним јединицама — водовима, који су буквално остајали без командира изгинулих у претходним борбама. У међувремену је стигла позајмљена артиљеријска муниција из Грчке, тако да је Врховна команда могла да упути радосно саопштење трупама да артиљерија не мора више да штеди муницију. Већ после двонедељног одмора у најзаморенијој Првој армији, осетило се знатно освежење. Команданти дивизија су извештавали да се осећа знатна промена у расположењу трупа и да се на многим местима ори песма и вије коло. Врховна команда је у том периоду, обавестила трупе о великим губицима и слабом моралу аустроугарске војске. Истог дана, да би пресекла појаве недисциплине и нереда у борби, издала је наредбу о кажњавању смрћу свих оних који беже назад или покушавају да се из борбе уклоне. Подаци о слабом моралу аустроугарске војске још више су учврстили Живојина Мишића у уверењу да је управо наступио погодан тренутак за прелазак у општу противофанзиву, па је настојао да убрза одлуку Врховне команде о преласку у напад. Већ 1. децембра Мишић је издао јединицама Прве армије наредбу, а по издатој наредби је интензивно радио на непосредној припреми напада. Појединачно је разговарао са сваким командантом дивизије, као и са командантом Ужичке војске, која се налазила на левом армијском крилу. Када су све припреме биле завршене, Мишић је 2. децембра обавестио Врховну команду да ће Прва армија, 3. децембра у 3 часа изјутра прећи у напад. Пријатно изненађена одлуком команданта Прве армије, Врховна команда, која је и сама сматрала да је наступио прави тренутак, издала је истог дана заповест за општу противофанзиву.
Све околности су ишле у прилог добром почетку офанзиве. Тренутак је идеално погођен. Атмосферске прилике такође су погодовале: температура се спустила испод нуле, па се земљиште замрзло, тако да је артиљерија могла, без тешкоћа, да прати пешадију. У 7 часова изјутра, после снажне артиљеријске припреме, главне снаге српске војске устремиле су се на аустроугарску 6. армију. Приближавање пешадије непријатељским положајима прикривала је густа јутарња магла, која се дигла тек око 9 часова. Најпре је Прва армија отпочела напад са све четири дивизије, које су у раним јутарњим часовима пробиле предње положаје 16. корпуса, надирући с обе стране пута који води на Сувобор и усмериле су тежиште напада на гребен Проструге. Трупе су већ првог дана офанзиве продрле око 10 km у дубину непријатељске одбране. У поподневним часовима Друга и Трећа армија такође су прешле у напад на свом делу фронта. Тиме је отпочело потискивање Шесте армије на целом њеном фронту. Дринска дивизија је једина имала проблеме у наступању јер је на њеном десном крилу, напредовање било укочено бочним нападом једне дивизије из састава 15. корпуса. Ангажовањем армијске резерве Мишић је паралисао овај напад и настављајући офанзиву, одбацио непријатеља на сувоборски гребен. Тада је позвао команданта Ужичке војске генерала Вукомана Арачића, који је био задржан снажним непријатељским отпором, и бодрио га речима:
Не дај се, Вуле, жив у руке! 
Наиме, за време продора Прве армије преко Сувоборске греде, непријатељ је покушао да угрози леви армијски бок страховитим притиском аустроугарске 18. дивизије на положаје Ужичке војске. Положаји на планини Крстацу, које је бранила Ужичка војска, трпели су страховите нападе и притиске аустроугарске дивизије. Упркос великој бројној надмоћности непријатеља, војска је успела да сломи одбрану непријатеља и заузме Бели камен и Белошевац. Први извештаји о заузимању Сувоборске греде стигли су у штаб српске Прве армије управо у тренутку кад су Путник и Мишић телефоном разговарали о ситуацији на бојишту. Будући да је наступање суседних армија било задржано снажним непријатељевим отпором, Путник је препоручио команданту Прве армије да наступање своје армије буде опрезно и захтевао да се главне снаге Прве армије задрже на Сувоборској греди док се не рашчисти ситуација код Треће армије и Ужичке војске. У духу тога захтева, Мишић је наредио командантима дивизија да, по избијању на планинску вододелницу, своје јединице прикупе, одморе и припреме за даље наступање. Упркос овом наређењу, командант Дунавске дивизије Првог позива пуковник Миливоје Анђелковић Кајафа није задржао своје пукове на вододелници, већ је, на сопствену иницијативу, предузео енергично гоњење деморалисаног непријатеља и до 23 часа избио пред његов положај на линији Баћинац—Руда, уклинивши се дубоко у одступни поредак аустроугарског 16. корпуса. Мишић је ову одлуку не само одобрио него и похвалио поступак свог одважног команданта.
Извештавајући Врховну команду о великом успеху који је постигла његове армија, генерал Мишић поред осталог, каже:
Пробијањем центра непријатељског фронта постигнут је стратегијски успех. Постигнут са главне планинске греде, непријатељ је изгубио моћан ослонац свог рада, а његове трупе у долини Колубаре и Западне Мораве – раздвојене сада пространим тереном и нашим снагама – остале су без непосредне везе и узајамног потпомагања.
Трећег дана офанзиве Прва армија је заробила шест официра и 1.800 војника. Заплењене су и велике количине оружја, муниције, хране и разног другог материјала. Велика победа Мишићеве армије све се више ширила и преносила и на суседне армије. Предузимајући гоњење побеђеног непријатеља, Мишићева армија је избила на линију Гукоши—Медник—Баћинац—Маљен. Одмах по избијању на линију Баћинац—Руда, Дунавска дивизија је иницијативно продужила гоњење у правцу Мионице, где је унела праву панику у позадину 15. корпуса, који је водио борбе са Трећом армијом на десној обали Љига. Бекство непријатеља испред центра Прве армије одавало је слику потпуног растројства. Пошто је убрзо у току следећих дана Мишић добио извештај да је непријатељ напустио Ваљево, издао је наредбу Дринској дивизији Првог позива да га одмах заузме. Прва армија је дејствовала без предаха. Њен командант Живојин Мишић је, издајући заповести командантима дивизија, истицао:
Јаким ударцем збунити непријатеља, а после му не дати времена да се освести и прибере, да се прикупи и уреди.
После огорчених борби Прва армија је сломила и последњи отпор 16. корпуса на положајима северно од Ваљева и принудила га да се у нереду повлачи у правцу Шапца и Лознице. Избијањем Прве армије и Ужичке војске на обале Дрине и Саве и ослобађањем Београда после великих победа на Сувобору, Овчару и Каблару, Руднику и Космају, победоносно је завршена Колубарска битка, у којој је српска војска заробила 323 официра, 43.000 подофицира и војника, запленила је 142 артиљеријска оруђа, 60.000 пушака, 2 авиона, 5 аутомобила, 4.000 коња и велике количине хране. Врховна команда је могла констатовати да на територији Краљевине Србије нема више нити једног непријатељског војника, сем ратних заробљеника. Ова највећа победа српске војске у Првом светском рату извојевана је захваљујући беспримерној храбрости, пожртвовању и издржљивости српских војника и официра који су, бранећи своју нападнуту отаџбину, полуголи, боси, гладни, преморени и слабо наоружани, после неравноправних четворомесечних борби, задали поражавајући ударац хабзбуршкој монархији, од кога се она никада више није могла сасвим опоравити. Битка је извојевана захваљујући и мајсторском руковођењу српског командовања – Путника, Мишића и других. Најзначајнију улогу у овој бици одиграла је, без сваке сумње Прва армија и њен командант Живојин Мишић, који је управо указом бр. 4019 врховног команданта престолонаследника Александра Карађорђевића од 4. децембра 1914. године, унапређен у чин војводе. Тим унапређењем Мишић је постао трећи генерал који је унапређен у тај највиши војни чин (први је био Радомир Путник 1912. године, док је други био Степа Степановић који је добио чин само пар месеци раније исте године). За многе команданте је то било изненађење с обзиром да се знало да је регент 1912. године, тражио да се поведе поступак против Мишића јер је очитао лекцију Петру Бојовићу али у ствари лично њему престолонаследнику као команданту Прве армије у Балканским ратовима. Одлука регента Александра да Мишића произведе у чин војводе представљала је изненађење и за самог начелника Штаба Врховне команде војводу Радомира Путника. Када је сазнао за ову одлуку позвао је телефоном врховног команданта и преиспитао га у исправност ове одлуке. Одговор регента је био доследан датој одлуци. Војвода Путник је прихватио одлуку свог Врховног команданта, јер је он по закону био најодговорнији за вођење ратних операција и управљање војском у рату.

„Требало ми је да одам највеће признање човеку који није изгубио главу у време када је други већ нису имали.”

Одговор Врховног команданта Александра Карађорђевића начелнику Штаба Врховне команде војводи Радомиру Путнику, поводом унапређења Мишића у чин војводе.
Пораз који је претрпела аустроугарска Балканска војска у рату са Србијом 1914. године представљао је за Хабзбуршку монархију тежак војнички, морални, али изнад свега политички дебакл и губитак угледа као велике силе. За Србију је то била величанствена војничка победа, која је учврстила њено унутрашње јединство и самопоуздање и донела јој велики углед у свету. Успех српске војске се одразио и на међународном плану јер је допринела поразу аустроугарске војске на руском фронту, па су Немци били присиљени да за време велике битке на Марни пребаце четири своја корпуса на Источни фронт, чиме су покушавали да спасу свог потиснутог савезника што се одразило на очекиване резултате на Западном фронту и у тај мах је спашен Париз. Победе српске војске су утицале на Италију и Румунију да се приближе Антанти, док је Бугарска, која је била решена да уђе у рат против Србије на страни Централних сила, одлучила да због пораза Аустро-угарске војске своју неутралност продужи на још годину дана. Захвалност српској војсци је упутио и француски генерал (потоњи маршал) Жозеф Жофр, јер је као победник у бици на Марни успео да очува француску престоницу а најавио је и да ће српске победе на Церу и Колубари трајно заузимати место у стратегијским студијама у Француској.

### Прекид операција Централних сила
Краљевина Србија је своје велике победе на Церу и Колубари платила огромним људским жртвама. У току ратне 1914. године избачено је из строја 2.110 официра, 8.074 подофицира и 153.373 војника. Иза непријатељске најезде остала су разорена и опустошена многа насеља и масовни злочини које је агресор починио над немоћним становништвом Мачве, Подриња, Колубаре, Тамнаве, Посавине и Београда. Сем тога, на хиљаде лешева рђаво или никако закопаних проузроковали су, чим је време отоплило, разне епидемије – тифус, шарлах, дизентерију и колеру. Санитетска служба била је немоћна па је тражена помоћ од савезника. И поред помоћи која је убрзо стигла, и других мера, жртве тифуса пеле су се на више десетина хиљада и десетковале српске оперативне јединице, смањујући бројно стање и борбену готовост. У јеку епидемије, у Србију су дошле санитетске екипе из Америке, Велике Британије, Француске, Канаде, Аустралије, Швајцарске, Русије и других земаља у којима је било 543 лекара и другог медицинског особља. Они су се, ризикујући своје животе, несебично укључили у борбу против опаке болести заједно са српским санитетским особљем. У тој борби која је трајала више од четири месеца, заразило се тифусом и умрло 57 лекара. Чак је умрло и неколико свештеника који су оболели држећи опела умрлим тифусарима.
Тек што је Србија савладала и ту беду, на њу су се обрушиле савезничке врховне команде са захтевом да српска војска предузме офанзивне операције на аустроугарској територији, да олакша улазак Италије у рат против Централних сила, а затим да привуче део непријатељских снага које су предузеле велику офанзиву на Источном фронту и потискивале руске трупе иза Карпата. Упоредо с тим захтевима, савезничке владе су тражиле да се Србија одрекне дела своје државне територије у корист Бугарске да би је привукли да уђе на страни Антанте. Година 1915. била је најтежа ратна година за српску војску, па, разуме се, и за њене команданте, у првом реду због калкулантског става Савезника према положају српске војске на балканском ратишту. Српска врховна команда је безуспешно предлага савезничким генералштабовима да упуте своје трупе у Србију, ради отварања новог фронта и предузимања опште офанзиве у бок непријатељских снага. Француски генерал Жофр и енглески фелдмаршал лорд Кичинер су одбили да пошаљу у помоћ трупе Србији, правдајући да би том одлуком расипали своје снаге на споредним ратиштима. Са друге стране Руси су подржали српску идеју, међутим нису били у могућности да озбиљније помогну због критичне ситуације на свом фронту. Средином фебруара 1915. године, српској влади је понуђена једна козачка бригада. Војвода Путник је међутим одбио ову понуду, сматрајући је недовољном јер је минимална помоћ у трупама захтевала војну формацију ранга корпуса. Уместо конкретне војне помоћи Србији, Антантина дипломатија је, на бази територијалних компензација, и то на рачун Србије, покушала да придобије нове савезнике на Балкану. Румунија и Бугарска иако неутралне, биле су тајним савезничким уговорима повезане са Централним силама, а Италија која је своју неутралност објавила на почетку рата, стрпљиво је чекала, да види којој ће страни припасти победа, како би што скупље наплатила своју неутралност. Владе неутралних држава су истовремено кокетирале са обема зараћеним странама, јер је свака од њих имала посебне интересе на Балкану.
У таквој ситуацији, уместо да предвиде војну помоћ Србији, министри Антанте су, 29. маја, не питајући српску владу, упутили саопштење бугарском председнику владе Радославову да ће српско-бугарски спор узети у своје руке и обећали му, ако Бугарска приступи Антанти, да ће, поред других уступака, предати Бугарској део Македоније до линије Крива Паланка—Охрид. Да би изнудили пристанак српске Владе, савезничке владе су обуставиле финансијску помоћ Србији, и изјавиле да ће прекинути и војну помоћ, ако њихови захтеви не буду прихваћени. Руски министар спољних послова Сазонов је утешно, обавестио Пашића да ће Русија, као накнаду за ове обећане уступке Бугарској, поздравити спајање Хрвата, Словенаца и Срба у једну државу. Та изјава је подразумевала рушење Аустро-Угарске. Међутим, такву политику нису следили Французи, који су сматрали да Хабзбуршку монархију треба сачувати у нешто мањим границама, док су Енглези подржавали став Француза и били против формирања јаке државе на Балкану са словенском већином, која би могла постати руска предстража према Средоземљу, већ се залагала за систем малих држава у којима би она играла улогу посредника у решавању спорова међу њима и држала их у зависности од британске круне. Пашићу нису биле познате те тајне идеје западних сила. Након сазнања, Пашић је оштро осудио толику самовољу савезника и изјавио да ће сваки Србин радије пропасти него пристати на уступке Бугарској. Упркос Пашићевом протесту, савезничке владе су колективном нотом у августу 1915. године, обавестиле Софију да ће војском запосести територије које су јој обећане у вардарској Македонији и предати их Бугарској после рата уколико им се придружи у рату против Централних сила. Пашић је 17. августа, обавештен о садржају те ноте, изразио руском посланику грофу Трубецком своје најдубље огорчење. Тада је рекао да савезници комадају Србију као да је афричка колонија и додао да ће се Србија борити и против савезника, ако је уопште сматрају за савезницу, као и против Аустрије, да би заштитила своју груду.
Бугарског краља Фердинанда и пронемачку владу Радославова, Антанта није могла купити никаквим територијалним обећањима. Они су од почетка рата одлучили да се боре на страни германских држава и за њихов рачун. Томе у прилог је ишао изричит захтев немачког Министарства иностраних послова, које је успело да обезбеди пристанак Аустроугарске и Турске на територијалне уступке Бугарској, да би се обезбедило учешће бугарске војске у предстојећој кампањи против Србије. Већ крајем јула српски обавештајни органи су запазили пристизање немачких трупа у Банат. Било је потпуно очигледно да се припрема здружена инвазија Централних сила на Србију. У тако тешкој ситуацији Пашић је сазвао седницу владе и Врховне команде за 26. август у Крагујевцу на којој је требало да се утврди политичка и војна стратегија земље уочи новог непријатељског напада. Пашић је тражио од свих команданта армија да писмено изнесу своја мишљења о главним стратешким питањима. На питање какви су изгледи за одбрану земље ако би само немачке и аустроугарске трупе предузеле напад, војвода Мишић је кад је био упитан, одговорио:
Успех би вероватно био на нашој страни.
Због таквог оптимистичног става Мишића је одликовало Уједињено краљевство Орденом Бата II степена. Краљевина Србија га је одликовала по указу краља Петра I, Орденом Карађорђеве звезде са мачевима III степена . Остали команданти су били сличног мишљења, осим војводе Степановића који није гајио толики оптимизам, већ му је став био резервисан. Када је Пашић поставио друго питање, у којем је упитао какви би били изгледи за одбрану у случају напада Немачке, удруженог са Аустроугарском и Бугарском, сви команданти су одговорили да у том случају изгледи за одбрану земље не би били никакви. Једина нада била је улазак Грчке у рат на страни Антанте јер је она на то била обавезна уговором који потписала са Србијом, 1. јула 1913. године. Међутим Грчка се ограђивала од тог уговора, правдајући његову примењивост само у случају напада Бугарске на Србију али не и у удруженом нападу са неком од великих сила. Српска Врховна команда имала је поуздана обавештења да је Бугарска 4. септембра потписала са Централним силама, уговор о савезу а да је 22. септембра објавила мобилизацију. У том периоду припреме за рат веома су одмакле а започети су концентрација трупа и маневри у пограничним крајевима према Србији. У таквој ситуацији, препуштена сама себи, српска Врховна команда је одлучила да главним снагама успорава надирање немачких, аустријских и бугарских снага у Србију до пристизања обећане савезничке помоћи.

### Здружена непријатељска офанзива
Напад здружених аустроугарских и немачких снага почео је 6. октобра 1915. године, снажном артиљеријском ватром која је на Београд сручила огромну количину граната. Многобројно незаштићено становништво које није имало где да побегне, страдало је у тој артиљеријској ватри. Погинуо је и знатан број бораца који су бранили положаје дуж обе реке. У раним јутарњим часовима 7. октобра десиле су се огорчене борбе за сваку стопу земље у рејону Аде Циганлије. Занимљиво је то да су током борби за одбрану Београда, учествовали и чете последње одбране (старци, жене па чак и деца) који су замењивали погинуле борце. Врховна команда је захтевала да се упорно брани Београд и тај задатак је делимично обавила Тимочка дивизија II позива која је упућена упомоћ трупама Одбране Београда. Енергичним брањењем уз велике губитке, делимично је за кратко време заустављено напредовање непријатеља. У тим одсудним биткама посебно се истакао батаљон мајора Драгутина Гавриловића, који је својом чувеном заповешћу и речима охрабрења бодрио своје борце који су, не бојећи се смрти, кренули у нов јуриш. Већина њих је положила своје животе али нису успели да зауставе надирање далеко надмоћнијег непријатеља. Упркос томе, оштре борбе око Београда вођене су до 16. октобра када су трупе Одбране Београда биле принуђене да се повуку и напусте престоницу. По директивама Врховне команде, такође су повучене Прва и Трећа армија на нове положаје.
На основу ове директиве војвода Мишић је издао и своју директиву. Два дана касније уследило је повлачење јединица Прве армије на положаје уз десну обалу Колубаре. Намера му је била да овим маневром прикупи развучене снаге, скрати фронт и изврши припреме да би у погодном тренутку могао да пређе у напад. То се савим јасно види из телефонског разговора који је водио са војводом Путником 19. октобра. Након овог разговора Мишић је добио одобрење да у погодном тренутку може прећи у напад. Међутим док је Прва армија изводила овај маневар без притиска непријатеља, дотле су Трећа армија и трупе Одбране Београда трпеле страховит напад и под притиском знатно надмоћнијег непријатеља, биле принуђене да се повуку. Првој армији је такође било наређено да се повуче заједно са осталим армијама. Војводи Мишићу се није допала стратегија зачепљења рупа, на коју је Врховна команда, развојем оперативне ситуације, била принуђена. Он се није подавао саомообманама и обећањима о савезничкој помоћи, која, и поред очајних телеграма које је слала српска влада, није пристизала, већ је рачунао са сопственим снагама. Због тога је предложио Врховној команди да из Прве армије не издваја снаге за затварање других праваца, већ да целом овом армијом изврши противудар у бок главних непријатељских снага које су наступале долином Мораве.
Војвода Путник је 25. октобра одобрио Мишићев предлог. Међутим већ наредног дана, Мишић је упркос успешно извршеним задацима био принуђен да нареди повлачење своје армије на нове положаје, услед неповољног развоја опште оперативне ситуације. Тог 26. октобра, бугарска војска се спојила код Брзе Паланке с немачким снагама које су надирале са севера. Напредовање Бугара резултирало је заузимањем Врања 15. октобра, Куманова и Штипа 19. октобра, Скопља 23. октобра. Када су 26. октобра бугарске трупе заузеле Качаник, српска Врховна команда је предочила генералу Сарају, команданту савезничких снага у Солуну, да српској војсци прети опасност да буде одсечена од Битоља и Драча и тражила да савезничке снаге предузму напад преко Велеса и Овчег поља у правцу Скопља ради садејства са српском војском која ће деловати са Косова такође у истом правцу, међутим овај захтев је остао без одговора. До тог времена српска Врховна команда је свој стратешки план заснивала на еластичној одбрани и добијању на времену до доласка савезника, када би се наступило у противофанзиви ка северу. Када се увидело да се на долазак савезника не може рачунати у скоријем времену, потпуно је измењен метод рада. Одлучено је, 11. новембра да им се крене у сусрет у Македонији. За овај задатак образована је Оперативна група дивизија под командом реактивираног генерала Петра Бојовића, док је осталим армијама наређено повлачење по утврђеним правцима. Осетивши намере српске Врховне команде, Макензен је 13. новембра наредио својим трупама да изврше максималан притисак на крила и бокове српских снага и спрече њихово повлачење у правцу Косова. Притисак је био толико снажан да ни војвода Мишић, који је и даље био оптимистичан војсковођа, није могао ништа да предузме. На истим мукама нашли су се војвода Степановић, генерал Штурм и генерал Живковић, који су у садејству са Мишићем пружали енергични отпор агресору.

### Косовска одбрана и Албанска голгота
Пошто није успео пробој у Македонију и спајање са снагама Експедиционог корпуса, Врховна команда је одлучила да се сва војска концентрише на Косову, где је требало пружити одлучујућу битку непријатељу. Већ тада Влада је закључила да би се кампања могла завршити повлачењем војске ван граница своје земље. Пошто је српска војска потрошила све резерве хране и муниције, Врховна команда је одлучила да се 24. новембра повуче у правцу Јадранског приморја и Албаније, где је обавештена да су савезници припремили довољно прехрамбених артикала и одеће. Такође је наглашено да српска држава не треба да капитулира, већ да настави своју борбу на туђој територији, јер докле год постоје влада и Врховна команда, држава није капитулирала. Поучен горким искуством, војвода Мишић је био изгубио сваку наду за брзу и ефикасну савезничку помоћ. Он је сматрао да се у тим најкритичнијим тренуцима треба ослонити искључиво на сопствене снаге, па је током повлачења сматрао да треба прикупити све расположиве снаге и дати одсудну битку. Када му је престолонаследник Александар саопштио неке вести из Петрограда, у којима се говорило о скором пристизању савезничке помоћи, Мишић му је без двоумљења одговорио:
Русија је у хаотичном стању корупције и неспремна; она је врло далеко да би за пет недеља, а камоли за пет дана могла да добаци своју помоћ.
И поново је истицао да треба рачунати само на сопствене снаге. У том периоду Влада и Врховна команда су одмах кренуле у Скадар. Повлачење војске требало је да отпочне 28. новембра, међутим, преко Цетиња је примљена депеша у којој је речено да је немачка Врховна команда завршила задатак на Балкану, да су остаци српске војске потиснути у дивље албанске и црногорске планине, где их чека потпуна пропаст, те да немачке дивизије прекидају кампању против Срба. Када је веза са владом и Врховном командом изгубљена, на иницијативу војводе Мишића, у времену од 29. новембра до 3. децембра, одржано је у Пећи шест седница највиших ратних команданата. На овим седницама поред војводе Мишића и Степановића, учествовали су генерали Штурм и Живковић са својим начелницима штабова. Генерал Бојовић се тада налазио у Призрену, па није присуствовао седницама. Седницама је председавао војвода Степановић, као најстарији по чину. Најдраматичнија седница је одржана 1. децембра, на којој је дошло до препирке и размене оштрих речи. Војвода Мишић је на тим саветовањима упозорио да војска више не зна где су влада и Врховна команда, и да се више не може остати у стању у коме ће свако радити шта хоће. Када се повела дискусија шта даље треба да се ради, војвода Мишић, да би придобио присутне команданте за свој предлог о противофанзиви, истакао је да у конкретној ситуацији остају само две могућности:
Господине војводо, господо ђенерали, не остаје нам ништа друго него да кренемо напред у офанзиву, те да видимо од кога бежимо, па успемо ли, добро је, не успемо ли, онда да пошаљемо парламентарце непријатељу и ступимо у преговоре с њим, у циљу обустављања непријатељства.
Ова дискусија се после излагања војводе Мишића толико заоштрила, да се на састанку није могло доћи до коначног решења. Међутим, још истог дана када су примљени извештаји о појачаној активности непријатеља и одлучено је да се поступи по директиви Врховне команде о повлачењу. Неки су касније неоправдано пребацивали војводи Мишићу да је у Пећи тражио преговоре о обустављању непријатељства. Повлачење је почело почетком децембра, пошто је претходно око 300 топова српске артиљерије закопано или сурвано у набујали Дрим. То су били најтежи ратни дани српске војске и народа. Прва армија је добила задатак да се повлачи правцем од Пећи преко Рожаја, Берана, Андријевице и Подгорице до Скадра. У тим судбоносним тренуцима, на десном боку српске војске налазила се црногорска војска, под командом сердара Јанка Вукотића, која је препречила пут аустроугарским трупама према Чакору, Андријевици и Колашину. Водећи тешке и крваве борбе, црногорска војска је успела да заштити северни бок српске војске за време њеног одступања кроз Црну Гору. У том периоду српска влада и Врховна команда стигле су у Скадар 4. децембра. Председник владе Никола Пашић је посетио војводу Путника, 6. децембра да се обавести о стању војске и тражи мишљење да ли се на подручју Скадра може обезбедити поуздана одбрана за извршење реорганизације војске. Путник му је на то одговорио да би било најбоље да војска иде на Солун и да се тамо сједини са савезницима. Такође је затражио, да му се због здравственог стања одобри одсуство. То је и учињено 8. децембра, када је смењен са позиције начелника Штаба Врховне команде и послат у италијански град Бриндизи, а одатле после одређеног времена пребачен на Крф. За његовог наследника је одређен генерал Петар Бојовић.
Са друге стране, војводу Мишића, који је последњи дошао у Скадар, задесила је много већа мука. Уз велико лично залагање он је своју Прву армију превео до Андријевице, у коју је стигла 3. јануара 1916. године. У току боравка у Андријевици, војвода је доживео дубоко разочарење у тамошње становништво према српској војсци. Мештани су за обичне намирнице ставили врло високе цене, тако да се од хране баш ништа није могло купити. Војници изнурени и гладни су наставили утврђени марш до Скадра, у који су пристигли 7. јануара 1916. године. Драма коју је преживела српска војска у току повлачења са обала Ситнице у приморје, узела је превелики данак. На том стравичном маршу, који се назива Албанска голгота, у планинама је око 60.000 људи изгубило живот. Војвода Мишић гледајући страховите призоре страдања своје непобеђене војске, којој је мало могао да помогне, од силних напора, по доласку у Скадар тешко се разболео. У међувремену се одиграо низ значајнијих догађаја. Аустроугарска војска је обновила операције против црногорске војске 6. јануара дуж читавог граничног фронта. Падом Цетиња и Ловћена, црногорска војска је положила оружје и затражила примирје. Само један мањи део бораца, заједно са добровољцима, који су се борили у саставу црногорске војске, одбио је да се преда непријатељу и кренуо је пут Скадра, где се придружио српској војсци.
У том периоду српска влада је упутила савезницима апел за спас српске војске. Престолонаследник Александар се у посебном писму обратио руском цару Николају II, молећи га да изврши притисак на савезнике да се српска војска спасе од сигурне пропасти. Тај апел је уродио плодом и Французи су одлучили да окупирају острво Крф. Међутим том предлогу су се успротивили Британци, који су са Грцима имали уговор о предаји Јонских острва. Тада се француска влада определила да српску војску пребаци у Тунис, и већ почетком јануара најтежи рањеници и болесници су пребачени у град Бизерту. Са друге стране, Италијани су вршили опструкцију помоћи Србима јер су знали да ће они после рата имати територијалне претензије на далматинске обале. Управо из тог разлога, Италијани су одбијали да пребаце помоћ у храни, муницији и лековима, коју су обезбедили Французи. Међутим, под притиском Русије и француске владе, Италијани су делимично испунили своју обавезу, али је због њиховог оклевања, до српске војске стигло само 1.170 тона хране, што је могло да подмири потребе трупа за само 12 дана. Услед тога настала је велика глад и помор људства. Пошто претходне консултације савезника о окупацији Крфа нису уродиле плодом, Француска је на захтев Русије одлучила без консултација са Великом Британијом да реализује своју замисао. У ноћи између 10. и 11. јануара 1916. француски 3. алпски Ловачки батаљон извршио је десант и окупацију Крфа. Тада је обавештена српска Врховна команда да настави марш ка Валони, јер су све остале албанске луке биле непогодне за пристајање великих транспортних бродова. Српска војска, која се налазила у рејону Скадар–Драч, није била у стању да изврши овај марш од нових 240 km.
Приликом повлачења главнине српске војске, одређена је да Прва армија поново прими главни удар и да штити одступницу целокупној српској војсци. Када је примио депешу, војвода Мишић више није могао да издржи притисак који је пред њега поново ставила Врховна команда. Енергично је протестовао да извршавањем таква одлуке, од његове армије на крају могу остати само две дивизије. Међутим, наређење је спроведено и Прва армија је опет штитила одступницу на страшном и дугом маршу смрти, све до Валоне, али без свог команданта. Војвода Мишић је од шефа свог армијског санитета затражио боловање, а команду над армијом предао је свом команданту Дунавске дивизије II позива пуковнику Милошу Васићу, који га је од тог тренутка заступао. Заједно са својом супругом Лујзом и секретаром Милорадом Павловићем Крпом, отпутовао је бродом 14. јануара из Медуе у Бриндизи на италијанску обалу. По доласку у Италију одликован је Италијанским Ратним крстом. Његов одлазак из армије није био условљен толико здравственим разлозима, већ је то био израз демонстративног протеста што му је млађи по рангу генерал Петар Бојовић постављен за начелника Штаба Врховне команде.
Захваљујући повлачењу српска војска није била заробљена, али је масовно пострадала. У току двомесечног задржавања и марша дуж мочварне албанске обале од Скадра до Валоне људи су масовно умирали услед глади, физичке исцрпљености и разних обољења, јер су били изложени невремену, без икаквог заклона и без хране. Од повлачења са Косова, до евакуације из Албаније на Крф, изгубљено је око 143.000 бораца. На Крф и Бизерту превезено је око 158.564 војних лица и око 15.000 избеглица.

### Период опоравка, повратак на Крф и Солунски фронт
Док је боравио у Италији и Француској, војводу Мишића је обавештавао његов пријатељ Радоје Радојловић, инспектор српских пошта, о стању његове армије на Крфу. Током Мишићевог боравка у Напуљу, јављено му је да је по указу од 5. марта 1916. године, разрешен дужности команданта Прве армије. Боравак у Напуљу искористио је да, као туриста обиђе и Рим. Половином марта са супругом је прешао је у Ницу. У једном од писама Радојловић је обавестио војводу да га престолонаследник поздравља и да га чека нова дужност. Такође му је пренео да је он био у праву и да је именовање генерала Бојовића на позицију начелника Штаба Врховне команде уместо војводе Путника била грешка. Наредно писмо било је за Мишића врло интересантно. У њему га његов одани пријатељ Радоје обавештава, да је регент био спреман да уклони Пашића са места председника владе и на његово место доведе војну владу, на челу са Мишићем. Ова писма су јасно одсликавала стање српске владе и Врховне команде током њеног боравка на Крфу. Средином априла Мишић је отпутовао у Париз на позив главнокомандујућег француске војске маршала Жофра. У току двонедељне посете француској војсци и обиласка француских јединица на Западном фронту, Французи су га дочекали са почастима као победника српске Марне. Маршал Жофр приредио му је ручак 18. априла у свом штабу у Шантијиу, са почастима и пригодним поздравима. Том приликом одликован је Ратним крстом са палмом и Орденом Легије части III степена.
Мишић је такође био први српски и светски војник који се вакцинисао вакцином против трбушног паратифуса Ц коју је произвео доктор Лудвик Хиршфилд.
По повратку са лечења на Крф, Мишић је смештен у Депо за нераспоређене официре и војнике при Министарству војном. У том депоу који се састојао из две команде, једној на самом острву и другој у Бизерти, било је око 15.000 нераспоређених војника и старешина. На Крфу је био беспослен и осећао се бескорисним. Супрузи Лујзи, која се налазила у избеглиштву у Ници, у једном сиротињском апартману написао је:
Драга Лујза, уби ме нерад, уби ме залудничење.
Мишић је на поновно ангажовање чекао до августа 1916. године и у том периоду примио је руски Орден Светог Ђорђа III степена. За то време српска војска је реорганизована. Образоване су три армије од по две дивизије, које су формиране спајањем ранијих дивизија оба позива. У састав нове Прве армије ушле су Моравска и Вардарска дивизија, а за команданта је постављен пуковник Милош Васић, који је месец дана касније бити унапређен у чин генерала. Другу армију су образовале Шумадијска и Тимочка дивизија, а за команданта је одређен дотадашњи војвода Степа Степановић. Трећа армија је образована од Дринске и Дунавске дивизије, а командантско место је задржао генерал Павле Јуришић Штурм. Од ранијих формација задржана је Коњичка дивизија, Добровољачки одред војводе Вука, Батаљон Срба добровољаца, артиљеријске и друге јединице из ранијег састава Врховне команде. После опоравка и реорганизације, српска војска је пребачена на полуострво Халкидики, југоисточно од Солуна, где су после пријема тешког наоружања и краће обуке на новим оруђима, постепено упућиване на западни део Солунског фронта. Укупно је превезено 132.000 људи и оперативних јединица. У штабу Врховне команде извршене су промене. Уместо пуковника Живка Павловића, постављен је пуковник Петар Пешић а истовремено је извршена замена већина начелника одељења у Штабу. По посебном споразуму француске и британске владе на Солунском фронту успостављена је заједничка главна команда, која је поверена француском генералу Морису Сарају. Српска војска је у оквиру савезничке команде добила извесну аутономију, тако што је савезничка Врховна команда спроводила наређења преко српског престолонаследника, при чему је он имао право да одреди армију која ће напасти, време и место напада.
Након пораза Немачке армије у бици код Вердена на Западном фронту, руска војска под командом генерала Брусилова нанела је тежак пораз аустроугарским трупама. Губици су били већи од 1.500.000 људи. Ова велика победа руске војске, утицала је на улазак Румуније у рат на страни Антанте. У то време француске и енглеске трупе су у пролеће 1916. године, кренуле у формирање Солунског фронта уз северну границу Грчке. У јулу месецу њима се придружила и српска војска. О овим акцијама савезничке команде била је обавештена бугарска врховна команда, па је средином августа вршила демонстративне нападе дуж читаве границе а 17. августа, након уласка Румуније у рат на страни Антанте, предузели су одлучну офанзиву против британских армија који су штитили српску војску у долини Струме и Пелагонији. Ситуација на фронту за српску војску постала је критична јер је претио продор бугарских снага у позадину Прве и Друге српске армије на падинама Кожуфа и Дудице. Међутим напад је највише осујетила Друга армија војводе Степе која није дозволила продор према Солуну. У периоду од 5. до 7. септембра извршена је оперативна рокада Треће и Прве српске армије на Горничевском правцу. У тим критичним тренуцима Врховна команда је поново одлучила да ангажује Мишића. Телеграмом је позван са Крфа да дође у Солун и преузме поново команду над Првом армијом. Тог 12. септембра Прва и Трећа српска армија су извршиле продор заједно са француским дивизијама и руским бригадама. Правац продора био је линијом Горничево–Битољ. Коначан пробој ове линије фронта извршен је 14. септембра и том приликом заробљен је велики број бугарских војника. Током борби на Кајмакчалану у периоду од 16. до 20. септембра, Дринска дивизија је претрпела знатне губитке што је резултирало сменом њеног команданта пуковника Миливоја Анђелковића Кајафе. Такође је смењен и командант армије, генерал Павле Јуришић Штурм а на његово место постављен генерал Милош Васић, дотадашњи командант Прве армије. Преостале бугарске снаге су енергично браниле фронт све до 30. септембра, када је српска Врховна команда послала помоћ Дринској дивизији. Дунавска дивизија и Добровољачки одред су после темељних припреми коначно освојили Кајмакчалан.
После пада Кајмакчалана, ослобођен је мали део Краљевине Србије у ширини од 30 km. Предузето је енергично гоњење непријатељских трупа према Црној реци. Бугарске трупе су се тим правцем ужурбано повлачиле. За то време српска Прва армија под командом војводе Мишића преузела је 18. октобра још енергичнији напад и дубоким продором дезоријентисала бугарску одбрану. Међутим након интервенције Немачке 11. армије, фронт је стабилизован. Током прекида борби војводи Мишићу су се придружили чланови његове породице. Његови синови Радован и Александар били су коњички официри у Коњичкој дивизији која је у том периоду придодата Првој армији. У периоду од 20. октобра до 10. новембра вођене су непрекидне борбе на обронцима Селечких планина. Међутим, након интервенције генерала Сараја који је у помоћ српским армијама послао 17. француску дивизију, две руске бригаде и 35. италијанску дивизију, заједно са неколико дивизиона тешке артиљерије, до 17. новембра све савезничке армије су водиле енергичне борбе и напредовале стопу по стопу да би тог дана стале на коту 1212. Освајањем те коте опасно је угрожен бок и позадина непријатељске 11. мешовите армије. Непријатељ је због тога морао да напусти Битољ. По жељи војводе Мишића, први је у град ушао његов син Александар коњички поручник на челу коњичког ескадрона. Тиме је завршена највећа савезничка офанзива 1916. године. Заробљено је 7.685 непријатељских официра, подофицира и војника. Војничке способности војводе Мишића као славног српског војсковође наградиле су Велика Британија и Краљевина Румунија. Одликован је Орденом Румунске круне II степена, док га је са друге стране енглески краљ Џорџ V одмах по заузећу Битоља, одликовао Орденом Светог Михаила и Светог Ђорђа I степена на великој огрлици и први је од Срба понео титулу енглеског витеза бакалауреја. Тиме су гласови интриганата из прошлости коначно утихнули, а регент Александар је био пажљивији и љубазнији према њему у опхођењу.
После прекида савезничке офанзиве крајем 1916. године, Солунски фронт се стабилизовао и настала је рововска војна, која ће трајати скоро две године. За то време Антанта је запала у велику кризу. У Фебруарској револуцији 1917. године, збачен је цар Николај II. То се неповољно одразило на руску војску и њену даљу улогу у борбама на свим фронтовима. И у француској војсци су избиле разне побуне, међутим оне су убрзо угушене. На Западном фронту формирана је англо-француска команда, која није дала значајније резултате, док је са друге стране Италија претрпела тежак пораз у бици код Капорета. Један део англо-француских трупа је брзом интервенцијом спасио Италију потпуне катастрофе. Победом Октобарске револуције у Русији, најмасовнија руска армија је обуставила борбу и изашла из рата. Тиме су Централне силе добиле предност и пребацивањем својих трупа са Источног фронта на остале фронтове, покушале да реше Први светски рат у своју корист. Међутим, у том периоду на страну Антанте улази САД и попуњава празнину, која је настала изласком Русије из рата. Због неповољног развоја догађаја на осталим фронтовима, савезничке снаге су остале у стању ишчекивања.
Усред ратног вихора, на парчету ослобођење домовине, иза прве линије фронта састала се породица Живојина Мишића. Супруга Лујза је преко Италије дошла на фронт и са супругом Живојином остала ту до краја рата. Породични сусрети одржани су у Доњој Врабени, где се налазио штаб Прве армије. Ти састанци су били повремени и кратки, јер је ратна ситуација захтевала да свако буде на свом ратном задатку, у својој јединици и команди. За то време, српска Врховна команда је одржавала фронт спорадичним акцијама, и у тим борбама највише се истакла Шумадијска дивизија. У том периоду Мишић је одликован Орденом Карађорђеве звезде I степена са мачевима.
Маја 1917. године, свргнут је прогермански грчки краљ Константин I. Војни пуч је извео генерал Сарај по одобрењу влада држава Антанте, што је означило улазак Грчке у рат. Премијер Грчке је тада објавио рат Централним силама и своје трупе послао на фронт у помоћ савезницима. У том периоду српска Врховна команда је извршила обрачун са организацијом Црна рука, и њени руководећи кадрови су били погубљени на челу са пуковником Драгутином Димитријевићем Аписом. Тај акт је охрабрио српску владу која је преко министра војног, уклонила и пензионисала преостале чланове ове организације. Цео овај случај је убрзо пао у заборав. Остало је непознато каква је била Мишићева реакција, с обзиром да су му поједини чланови током каријере чинили многа непријатна подметања. У току 1917. српску војску је попунио велики број добровољаца из Русије и Америке. Од новопристиглих добровољаца формирана је по жељи регента Александра и Југословенског одбора, једна дивизија под називом Југословенска. За то време, Врховна команда је приступила изради ратног плана за савезничке операције у Македонији, чији би носилац била српска војска и доставила га 20. октобра 1917. године савезничкој врховној команди у Солуну. Међутим, генерал Сарај је по инструкцијама својих претпостављених, сматрао да је Солунски фронт провинцијско позориште и да због тога треба да остане у дефанзиви.
Крајем децембра 1917. године, за команданта Савезничких армија постављен је маршал Фош, коме су све савезничке снаге доделиле звање генералисимуса. За разлику од својих претходника, он је озбиљно рачунао на снаге распоређене дуж Солунског фронта. Извршена је промена на месту команданта савезничких снага у Солуну. Уместо досадашњег генерала Сараја, постављен је генерала Гијом. Он је као нови командант прихватио идеју српске Врховне команде о солунској офанзиви, на коме је инсистирала српска војска и Врховна команда, које су нестрпљиво желеле брз повратак у отаџбину. Ратни савет из Париза наредио је Гијому да Солунски фронт остане и даље у дефанзиви, што је разочарало све у српској војсци и Врховној команди. Уместо тога, Гијом је тражио од српског начелника Штаба Врховне команде, генерала Бојовића да са својом и онако премореном војском, прошири фронт за још неколико километара. Српска влада и регент су прихватили захтеве Француза, али је начелник Штаба Врховне команде, генерал Бојовић, из протеста поднео оставку. Да би избегли трвења са савезничком командом, његова оставка је уважена па је он наставио да врши дужност до избора новог начелника. Тада је регент Александар упитао Бојовића да ли би желео да прихвати неку дужност изван војске, на шта је добио одричан одговор. Бојовић је изразио жељу да поново преузме команду над Првом армијом, што је обрадовало регента и извршена је примопредаја дужности. На седници министарског савета, која је одржана 13. јуна 1918. године, за новог начелника Штаба Врховне команде именован је војвода Живојин Мишић, а за команданта Прве армије генерал Петар Бојовић.
Долазак генерала Франше д’Епереа за главног команданта савезничких снага на Солунски фронт опозван је генерал Гијом. Франше д’Епере је међу француским генералима био заговорник стратегије и ангажовања крупнијих савезничких снага на балканском ратишту. По доласку на фронт у јулу исте године, сусрео се на Јелаку са регентом Александром, војводом Мишићем, генералом Бојовићем и војводом Степановићем. На том састанку Мишић је уверавао Франше д’Епереа да се Централне силе могу опасно угрозити једино општом савезничком офанзивом, која би се развијала Вардарско-моравском долином. Том приликом је истакао:
Дајте нам само две дивизије и топове, па ће наши људи извести цео посао на фронту.
Прихватајући српски ратни план, генерал Франше д’Епере је одлучио да помогне у реализацији. Скратио је фронт српским армијама за тридесет километара, ставио на располагање две француске дивизије (122. и 17. колонијалну), тешку артиљерију, авијацију и специјалисте. По повратку у Солун израдио је општи план офанзиве и упутио га је на одобрење у Париз. Маршал Фош је одобрио план генерала Франше д’Епереа у целости. Британци и Италијани су били скептични по питању ове офанзиве. Изричито су захтевали од француских снага које су подржавали офанзиву да их увере у дате намере. Французи су прибегли тактици замене теза и настојали да бар од Британаца добију потврдан одговор за подршку локалне офанзиве српских армија. За то време, српска Врховна команда је ужурбано вршила припреме за офанзиву. Војвода Мишић је из свог штаба у Буковику, непрестано обилазио јединице, вршио извиђање и припремао наредбу Врховне команде. Увече 13. септембра свим српским јединицама прочитана је војводина наредба, која се завршавала речима:
С непоколебљивом вером и надом, јунаци, напред у отаџбину!
Сутрадан 14. септембра, у раним јутарњим часовима почела је страховита топовска канонада. Наредног дана, по завршетку артиљеријске припреме, почео је напад српских и француских дивизија. 122. дивизија је постигла успех у рејону Доброг поља, међутим 17. колонијалну су задржали Бугари на правцу Облој и на Боровој чуки. Са друге стране, Шумадијска дивизија је продором са стране потпуно овладала рејоном Ветерника. Непријатељске снаге су ужурбано повлачене на нове положаје, које су у кратком року изгубили. Поводом тог историјског успеха регент Александар је упутио честитке трупама и командантима армија. Прослеђујући његову честитку, Мишић је такође честитао свима, међутим генералу Бојовићу је ставио примедбу да Коњичка дивизија, која је била под командом Прве армије, није у најбољој мери искоришћена. Бојовић није хтео да прихвати критику и опаском је сигнализовао Мишићу да је он као коњички официр бољи познавалац овог рода војске, те да му се у рад не треба мешати. Пробој Солунског фронта је извршен за пет дана. У том снажном продирању било је критичних тренутака. Због заостајања савезничких трупа, бокови српске војске су били угрожени. Главнокомандујући савезничких снага на фронту генерал Франше д’Епере је упозорио српску Врховну команду да фронт у рејону Битоља још није пробијен, те да све зависи од српске војске и њеног успеха. По пријему ове депеше, престолонаследник Александар је забринуто упитао војводу Мишића шта да се ради. Поучен великим ратним искуством, Мишић му је одговорио:
У смрт, само не стајати!
Дајући овакав одговор Мишић је био сигуран да се настављањем офанзиве не иде у смрт, већ у победу. И заиста, у наставку операција непријатељски отпор је био све слабији. Пошто су се савезнички команданти оглушили више пута на поновљене апеле српске Врховне команде, војвода Мишић је 23. септембра издао наредбу да Прва и Друга армија још енергичније наставе пробој фронта и да се више не чека на најављену савезничку офанзиву. Пошто је 24. септембра сазнала да су Срби извршили незадржив пробој фронта, бугарска влада је одлучила да у Солун пошаље делегацију и да затражи примирје. Томе се енергично супротставио краљ Фердинанд, надајући се да ће стићи обећана помоћ његових савезника. Убрзо су у Софију стигле вести да су Срби ослободили Штип и Велес. Српска Врховна команда је издала наређење Другој армији да своје трупе окрене ка Царевом селу и изврши продор у Бугарску. Тада је бугарска влада, без питања свог краља, упутила преговараче у Солун. За то време, Прва српска армија је извршила енергичан пробој у рејон Светог Николе према кумановској висији и пресекла комуникацију немачкој 11. армији, која је ужурбано покушавала да се извуче из Македоније у јужну Србију. Пресецањем ове комуникације, цела армија је капитулирала на отвореном пољу. По избијању српске војске на Вардар дефинитивно је био извршен продор немачко-бугарског фронта у Македонији. Дана 29. септембра 1918. године Бугари су потписали безусловну капитулацију. За само четрнаест дана избачена је из рата бугарска војска, која је у својим редовима имала преко 700.000 људи. Тиме је задат страховит ударац Централним силама. О успеху српске војске јавиле су све иностране штампе.
Савезничким владама је требало више од недељу дана да уклопе своје посебне намере и жеље у план за наставак солунске офанзиве. Због тога је српска Врховна команда, уз сагласност и подршку генерала Франше д’Епереа, већ 1. октобра наредила Првој армији да одмах крене на север долином Јужне Мораве у правцу Ниша. За време похода Прве армије, Друга армија српске војске је задржана до 7. октобра на бугарској граници да би обезбедила спровођење Конвенције о примирју. Пошто су наредних дана ту улогу преузеле француске трупе, Друга армија је упућена преко Велеса, Скопља, Качаника и Косова и да у наредном периоду настави устаљени марш и оријентише фронт према Дрини. У том периоду војвода Мишић је у исто време наредио војводи Степановићу да из своје армије издвоји 2. југословенски пук, ојачан артиљеријом и коњицом, и најхитније га упути у Метохију са задатком да преко Пећи одмаршује на Скадар и спречи прелазак Италијана преко реке Бојане у Црну Гору, и тако помогне Црногорцима који су се дигли на устанак против Аустроугарске. У међувремену, Прва армија српске војске је 9. октобра избила пред Ниш. Тиме се ова армија удаљила 180 km испред Друге армије и савезничких снага у Македонији. Тада је новоунапређени војвода Бојовић тражио од војводе Мишића савет шта даље чинити. Војвода Мишић му је оставио слободу у командовању армијом, сматрајући да су савезничке снаге преспоре, те да према сопственој процени ситуације сам одлучи шта му је чинити. Добивши у одлуци Врховне команде одрешене руке, војвода Бојовић је одлучио да предузме енергичнији напад на немачке снаге сконцентрисане у рејону Ниша. Дана 12. октобра 1918. године трупе Прве армије су ослободиле Ниш, а након тога су наставиле напредовање и зауставиле се у рејону Јастребац–Западна Морава, где је извршено прегруписавање снага за наставак даљих операција. Поново је консултована Врховна команда и њен начелник војвода Мишић. Француске дивизије генерала Петеа, по одлуци савезничког команданта генерала Франше д’Епереа, је требало да наставе напад и ослободе Београд. Војвода Бојовић се са овом одлуком није сложио и у депеши војводи Мишићу оштро протестовао. Мишић је у том периоду одиграо улогу фантастичног дипломате, коме је било стало да сачува најбоље односе са савезницима, и зато је команданту савезничких снага генералу Франше д’Епереу проследио одговор команданта Прве српске армије из ког се није могло ама баш ништа замерити. Са друге стране је кратком депешом војводи Бојовићу поручио:
Војводо, само гурај напред!
У исто време упутио је депешу војводи Степановићу, захтевајући да убрза наступање његове армије долином Ибра и након ослобађања Чачка, окрене армијски фронт према Дрини. Скадарским трупама је наредио да енергичније наставе ослобађање Црне Горе, али у случају да се појаве црногорске трупе под командом краља Николе, да се са њима не улази у сукобе. Такође је наредио да се у Албанији тамошње становништво не изазива, али ако они силом покушавају да спрече наступање српске армије, да у том случају се може применити оружје. За то време Прва армија је постигла очекиване успехе код Ражња и Крушевца и наставила незадрживо према Крагујевцу. У том периоду, врховни командант регент Александар је отишао из Скопља у Солун на консултације са генералом Франше д’Епереом и када се после пар дана вратио у Скопље, чекала га је депеша да је Врховна команда премештена у Ниш. Поруку му је оставио његов верни пуковник Петар Пешић. Порука се завршавала речима да што пре крене за Ниш, јер би се његов недолазак са војском упоредио са Солунским процесом и да ће ако тако не учини, сву славу за ослобађање отаџбине приграбити Жућа, који је у народу већ слављен као јунак. Најзад, после 45 дана од почетка солунске офанзиве и 750 km пређених у непрекидним борбама и јуришима, Дунавска дивизија Прве српске армије ушла је у Београд 1. новембра 1918. године и након трогодишње окупације ослободила престоницу. Целокупна европска штампа високо је оценила улогу српске војске и војводе Мишића у победоносном завршетку солунске офанзиве. Чак се и немачка штампа подсећала на сувоборску противофанзиву и личност војводе Мишића, одајући му као противнику немачке војске највеће признање. Међутим, једна похвала и признање Мишићу је и те како годила. Била је то похвала председника енглеске владе Лојда Џорџа, који је високо оценио улогу српске војске у солунској офанзиви.

„Срби, које је предводио један од најталентованијих војсковођа овог рата, фелдмаршал Мишић, извели су пробој фронта с неодољивим јунаштвом. Навала Срба на непријатеља који је био укопан у стену изнад њих представља један од најсјајнијих подвига овога рата...”

Речи председника енглеске владе Лојда Џорџа упућене депешом војводи Живојину Мишићу и српском народу.
По пристизању у Београд, у новембру 1918. године, војвода Мишић је као ретко кад био испуњен радошћу, али се на прославама није наметао, већ је остајао по страни. Када се повео разговор шта би било најважније да се почне радити у земљи, војвода је одговорио, да би најважније било прићи искреном и поштеном раду за добро народа, за добро свих оних Срба родољуба, који су страдали, искрварили и постали инвалиди од Дрине до Кајмакчалана и за добро стотина хиљада ратне сирочади. Крај рата је био близу, али је услед распада Аустроугарске царевине тај чин формалног завршетка рата одгођен за једно кратко време. За четири године тешког и крвавог рата, српска војска је, бранећи своју земљу од агресије и борећи за њено ослобођење, изгубила око 600.000 војника, подофицира и официра. Толико је отприлике страдало и недужног становништва Краљевине Србије. Са 28 % изгубљених живота, Србија је у Првом светском рату платила своју слободу. Удео војводе Живојина Мишића у овом историјском успеху је огроман. Зато је он и добио највећа признања, међу којима се у овом периоду истичу Орден Карађорђеве звезде II степена са мачевима, грчки Орден Светог Спаситеља I степена и Орден Италијанске круне I степена.

## Службовање у Краљевини СХС (1918—1921)

### Врховна команда Краљевине СХС (1918—1920)
Пошто су делегати Аустроугарске, 3. новембра 1918. године потписали капитулацију, главнокомандујући савезничких армија на Балкану генерал Франше д’Епере је из Париза упутио српској Врховној команди наредбу да се из политичких разлога пребаце трупе на аустроугарску територију. Већ 4. новембра први ешалони Прве армије, после преласка Дунава и Саве, отпочели су гоњење преосталих немачких и аустроугарских трупа кроз Војводину и Славонију. За то време, трупе Друге армије прешле су Дрину код Вишеграда и отпочели наступање према Сарајеву. После одавања од Аустрије, нова мађарска влада се надала да ће преговорима са савезницима успети да сачува Војводину у саставу своје нове државе. О доласку тих делегација и њиховим жељама, војвода Бојовић је обавестио војводу Мишића и Врховну команду. По пристизању у Београд 7. новембра генерал Франше д’Епере се састао са делегатима Мађарске и саопштио им је да од њихових молби неће бити ништа, већ да су они, као и сви који су учествовали на страни Централних сила, у обавези да потпишу безусловну капитулацију. Два дана касније у Београд је допутовала делегација Народног вијећа државе Словенаца, Хрвата и Срба. Разлог њиховог доласка је била тренутна ситуација у Словенији и Хрватској, које нису биле у могућности да образују јединствену војску од остатака бивше аустроугарске војске. Ситуација је била критична, па је одлучено да се помоћ затражи од српске војске, због најављене инвазије Италијанских трупа у Истру и Далмацију. Српска Врховна команда је пребачена у Београд 9. новембра 1918. године, а истог дана су допутовали врховни командант регент Александар и начелник штаба војвода Мишић. По доласку у Београд, регент је примио делегацију Народног вијећа. У одвојеним састанцима регент је разговарао са посланицима Сабора, др Душаном Поповићем и др Светозаром Прибићевићем, док је војвода Мишић разговарао са војним изаслаником мајором Драгутином Перком. На састанцима је договорена обећана помоћ Народном вијећу. Након тог пријема, изасланици су се вратили у Загреб.
Међутим, ситуација на политичкој сцени се није развила како је планирано. Савезничке владе нису признале државу Словенаца, Хрвата и Срба, па је председник те владе др Антон Корошец, заједно са својом делегацијом, отпутовао у Женеву на састанак са председником српске владе Николом Пашићем и савезничким званичницима. На овом састанку, под притиском савезничких политичара, Пашић је морао да попусти и ставио је потпис на декларацију о образовању државе дуалистичког типа, сличне Аустроугарској, у којој би са једне стране била Краљевина Србија и држава Словенаца, Хрвата и Срба са друге стране. Тако се Пашић на опште изненађење одрекао својих основних ставова о југословенском уједињењу садржаног у крфској Декларацији. Након тога поднео је оставку читавог кабинета. Са друге стране, Народно вијеће није признало ову декларацију те је срушен Женевски споразум. Војвода Мишић, иако не политичар, већ војник и војсковођа, прозрео је циљеве те игре. Он је схватио да Хрвати и Словенци у ствари неће са Србима у заједничку државу, већ желе засебну државу у коју би укључили Србе до Дрине. Због тога је он одлучио да ситуацију као војник рашчисти на терену. Врховна команда је 11. новембра покренула иницијативу да се о статусу Војводине и Босне и Херцеговине не чека одлука Загреба, већ да се оне уједине што пре са Краљевином Србијом. Црногорци су већ одлучили да се спроведе одлука о уједињењу са Србијом, док је босанско руководство одлучило на свом Народном већу да се уједини са Србијом и Југославијом. Највећу препреку сређивању политичке ситуације представљали су хрватски и словеначки политичари, који су хтели да се представе пред светским политичарима, као савезници и део победничке коалиције, иако током рата то нису били. Због тога је војвода Мишић одлучио да у Загреб пошаље свог војног изасланика, потпуковника Душана Симовића, дотадашњег команданта 7. дунавског пука Краљ Петар Први, да као делегат код Народног вијећа разјасни ставове обе стране.
Пре поласка у Загреб, Симовић је отишао на рапорт код врховног команданта регента Александра и начелника Штаба Врховне команде војводе Мишића. Том приликом уручено му је акредитивно писмо и дате инструкције за контакте са владом Народног вијећа. Мишић му је такође нагласио да упозори чланове Већа да Краљевина Србија неће дозволити постављење било какве границе на Дунаву, Сави и Дрини, и да Срби с оне стране аустроугарске границе остану у другој држави. По пристизању у Загреб 13. новембра, Симовић је у председништву Народног вијећа предао акредитивно писмо и пренео вијећницима поздраве регента Александра и Врховне команде. Након одржане дебате о тренутном стању државе Словенаца, Хрвата и Срба у Народном вијећу, хрватски политичари, нарочито Иво Лорковић и др Анте Павелић, су инсистирали на међународном признању новоформиране републике. Такође су нагласили да би ушли у заједничку државу само ако се она федерализује. Симовић је на ове предлоге одговорио да то спада у надлежност уставотворне скупштине, а да о одвајању Македоније од Краљевине Србије, које је предлагао Павелић, не може бити ни говора, јер је та територија добијена у Балканским ратовима. Након тога поднео је извештај Врховној команди да је већина тамошњег становништва за заједничку државу а нарочито омладина. Проблем су једино представљали политичари из групе, који су некада били хрватски представници у Хабсбуршкој монархији који се залажу за независну републику.
Врховна команда и њен начелник војвода Живојин Мишић су енергично тих дана осигуравали границе будуће државе. На северу, са капитулацијом Мађарске, половина Прве армије је стигла до Сегедина, Суботице и Баје, док је друга половина била стационирана у Темишвару и Араду, а само 7. пук је био послат у Загреб. Са друге стране, Друга армија је покривала простор од бугарске границе до Уне на западу. Тај простор је било тешко бранити, с обзиром да су се јављали поједини упади италијанских трупа у садејству са Албанцима из правца југозападно од Косова и Метохије. Из састава Друге армије су одвојена два батаљона са задацима да заузму Сплит и Ријеку. Међутим Италијани су већ били стационирани на просторима Рогознице, Шибеника и Задра, и са тих позиција отпочели надирање ка унутрашњости Далмације. На основу депеша које су стизале у Врховну команду, војвода Мишић је тражио од команданта Друге армије војводи Степи Степановићу да нареди својим командантима у депешама да се енергично одупиру против сваке војске која би хтела запосести територију коју су српске трупе већ окупирале. Из другог правца Италијани су надирали према Љубљани па су Словенци захтевали од Народног вијећа да што пре прогласи уједињење са Краљевином Србијом, чиме би се убрзало долазак српских трупа, које би стале на пут италијанској инвазији. У том периоду спроведени су референдуми о присаједињењу у Срему, Источној Славонији, Бачкој, Банату и Црној Гори. Једино је покрајинска влада у Сарајеву из обзира према Хрватима чекала одлуку Народног вијећа у Загребу. Међутим представници 42 среза од укупно 54 одлучило је да се уједини са Србијом. Иста ситуација се одиграла у Далмацији а главни реализатор ове одлуке био је др Јосип Смодлака. Тако је 1. децембра 1918. године, образована Краљевина Срба, Хрвата и Словенаца у Београду. И поред формирање нове заједничке државе и Врховне команде, притисци Краљевине Италије нису изостали.
Према извештајима тих дана, Врховна команда је јануара 1919. године, располагала са 145.000 војника, што је било недовољно да се одбрани цео простор новостворене државе. Зато је већ фебруара исте године држава образовала четири армијске области. Прва са седиштем у Новом Саду, Друга у Сарајеву, Трећа у Скопљу и Четврта у Загребу. У исто време образоване су и дивизијске обласне команде на целој државној територији. Суочена са претњама суседа, који су претендовали да одвоје српске и југословенске територије пре закључења мировних уговора и консолидације Краљевине СХС, српска Врховна команда је вештим акцијама пребацивала трупе са једне стране државе на другу онда када је то требало нарочито у пограничним зонама. Најдраматичнији пример представљају сукоби на српско–албанској граници који су трајали пуне три године. Тај период је познат под именом Албанска побуна, јер су Италијани наоружавали Албанце и упућивали их на заузимање српских и црногорских територија. У тим борбама српске снаге су успеле да из строја избаце око 25.000 италијанских војних и албанских паравојних јединица. Са друге стране у Корушкој се јавио нови проблем. Од демобилисаних бивших трупа аустроугарске војске у Корушкој је формиран одред од 80.000 људи, који су одлучивали о судбини ове покрајине. Један део српских повратника и део словеначких добровољаца, формирао је са супротне стране одреде са око 2.000 бораца, што је био недовољно да се успостави контрола, па је проблем овог дела границе остао отворен. Командант ове области био је бивши аустроугарски мајор Рудолф Мајстер кога је Народно Вијеће унапредило у чин генерала. Словенци су у том периоду одлучили да по принципу шта се отме његово је, без консултација са српском Врховном командом, изврше напад и на препад освоје Корушку. Међутим. тај краткотрајни напад се завршио поразом, па је морала да интервенише Дравска дивизијска област и један део трупа Четврте армијске области. Након енергичних борби у овој области, Целовец је заузет, међутим референдумом се овај део територије изјаснио да остане у саставу Аустрије. За губитак Корушке словеначки политичари су окривили Србе. Да би се лично уверио у прилике у новооснованој држави у марту 1919. године, прихватио је предлог регента Александра да обиђе Хрватску. У току турнеје посетио је само Загреб. Након повратка присуствовао је и потписивању последњег уговора о потврђивању границе са Албанијом, која је одређена 1913. а озваничена 1920. године уз мање корекције на терену те је војвода је доживео да види заокружену и међународно признату Краљевину Срба, Хрвата и Словенаца, за чије је стварање дао огроман допринос. Тада је добио и своја последња одликовања, међу којима се истичу америчка Сребрна медаља Црвеног крста, Албанска споменица и Споменица рата за ослобођење и уједињење 1914—1918.

### Последње године (1920—1921)
После демобилизације 5. маја 1920. године, Врховна команда је преименована у Главни генералштаб војске и морнарице Краљевине Срба, Хрвата и Словенаца. Војвода Мишић је постављен за првог начелника новоствореног генералштаба. Иако већ болестан, прихватио се нове дужности. Једнога дана врховни командант регент Александар свратио је у његову канцеларију која се тада налазила у згради Војне академије и затражио је да му војвода Мишић одмах саопшти детаљне податке о некој мало важној ствари. У извесној мери изненађен, војвода је позвао свог ађутанта и издао наређење да му потребни податак пронађе у архиви и достави. Ова Мишићева одлука изненадила је регента, па је он сав црвен од стида у лицу узвикнуо:
Па зар ви о томе не знате?
Војвода је одговорио:
То је таква капларска ситница да ја њу не само да не могу него и не треба да памтим.
Изузетно увређен регент Александар је почео да виче:
Зар је то ситница кад ја тражим!
Мишић је наставио у свом стилу да му пркоси хладнокрвно одговарајући:
Ма ко да је тражи то је ситница, и ја то не знам.
Регент Александар је павши у ватру просиктао:
Не знате! А шта ви знате? Ви ништа не знате! Ништа!
Војвода Мишић је зачуђено, али опет у свом стилу одговорио:
Ја ништа не знам? Па зар ви то тек сада видите, после Мионице и после Сувоборске и Колубарске битке, после Битоља и Кајмакчалана, после Доброг Поља и заробљавања маршала Макензена и после Словеније. Види се колико сте ви видовит када тек сада запажате да ја ништа не знам. Чудим се и не могу довољно да се начудим што ме још држите и трпите на овом месту. Постарајте се да за ово место нађете погодније лице које више зна, а ја онако мислим да ми овде више није место.
Видно изнемогао и скрхан, ускоро је пао у болесничку постељу. Убрзо је упућен на лечење. Током лечења у Паризу одлучио је да напише своје мемоаре, који би послужили будућим нараштајима. Мемоаре није успео да доврши, јер га је током лечења посећивао принц Ђорђе, са којим је водио бесконачно дуге разговоре. Пошто су лекари констатовали да је болест узела такав мах да је његов опоравак био безизгледан, војвода Мишић је одлучио да се врати у Београд. Смештен је у Врачарски санаторијум, где је био окружен најтоплијом лекарском пажњом. Четрнаест месеци се борио са опаком болешћу, за коју није било лека. Док се налазио у санаторијуму, примио је из читаве земље многобројне поздраве и жеље за брзо оздрављење. Већници градске скупштине Земуна донели су одлуку да војводу Мишића прогласе за грађанина свога града. Војвода је толико био дирнут том пажњом и почашћу која му је указана, да је своју радост и дубоку захвалност изразио Земунцима у опширном писму, у којем је на крају истакао:
Са задовољством примам то одликовање и шаљем својим суграђанима своје поштовање и поздраве.
На Петровдан, 12. јуна 1920. године, регент Александар га је, после литургије у цркви св. Петра у Топчидеру, са одредом војске посетио у Санаторијуму и том приликом одржао говор у коме је оболелом бојном војводи, овог пута бираним речима одао највеће признање за предану службу отаџбини, за велике војне заслуге, посебно за колосално командовање трупама у пробоју Солунског фронта, у току солунске офанзиве и ослобађању отаџбине 1918. године. Потом је мешовити одред војника пред Санаторијумом одржао дефиле у част војводе Мишића. Након ове почасти, наредних дана почеле су тегобе, које су озбиљно нарушиле војводино здравље. Последња три дана пред своју смрт, добио је високу температуру, која му је проузроковала отоке на жлездама. Иако се током дугог боловања стоички држао, 19. јануара су наступиле огромне компликације. Потпуно изнурен, са ослабљеним радом срца и плућним ендемом, лекари, покушавајући да му спасу живот, су се у једном тренутку одлучили да му убризгају камфор у крвоток. Иако бунован, али при свести, када је видео шта се дешава са њим узвикнуо је:
Зар је већ дотле дошло?
Све болничаре је у бунилу, али ипак кол'ко тол'ко свестан, називао својом децом. Последњи дан његовог живота у четири сата ујутро наступила је последња буновна криза, тада је војвода у неколико махова изговорио:
Ох, кукавцу мени!
Војвода Живојин Р. Мишић је преминуо у Београду 20. јануара 1921. године у 5.30 часова пре подне. Тог јутра војвода се обезнанио, изговарајући притом последње речи са тешким бунилом у коме је сањао неки од његових сјајних бојева те је изговорио:
Општа ситуација је добра. Они се повлаче...
На вест о смрти издато је службено саопштење, да је носилац највиших српских и страних одликовања заувек склопио очи у Врачарском Санаторијуму у својој 66. години, после дуге и тешке болести. Смрт славног војсковође и најпопуларнијег војника Србије, дубоко је потресла све грађане.

„... Сузе су навирале прекаљеним ратницима његове Прве армије и целокупне Врховне команде, који су под његовом командом јуришали као рисови. Умро је највећи војник наше историје, о њему знају Рудничке и Сувоборске горе и Македонски кланци, брда и долине о њему причају све наше бучне и бистре реке. На победоносним крилима његове легенде име му се пронело и ван граница наше отаџбине.”

Одломак из новине Трибуна посвећене преминулом Живојину Мишићу.
По решењу Министарског савета Краљевине Срба, Хрвата и Словенаца, организована је државна сахрана. Ковчег са телом војводе Мишића био је изложен у великој дворани Официрског дома. Цело преподне 21. јануара, непрегледне колоне народа стајале су пред официрским домом и у мимоходу пролазиле поред ковчега и одавале последњу пошту славном бојном војводи.
Сахрана је одржана уз велике грађанске и војне почасти 22. јануара 1921. године, а њој су присуствовали престолонаследник Александар I Карађорђевић, чланови краљевске владе, представници скупштине, официрског кора и главног генералштаба, ратни другови, делегације савезничких земаља, породица, свештенство и неколико стотина хиљада грађана. Тачно у 10 часова погребна поворка је кренула испред Официрског дома према Саборној цркви. Изгледало је као да се цео Београд креће у њој. Опело Војводи је служио патријарх српски Димитрије са епископом Иринејом и многобројним свештенством. Патријарх се у име цркве захвалио Војводи на његовој љубави и пожртвовању за веру и отаџбину. У цркви су још говорили Министар војске и морнарице генерал Бранко Јовановић који се у име осталих министара и целокупне војске опростио са војводом, и др Иван Рибар, председник уставотворне скупштине, који је неизмерну жалост изразио речима:
Уставотворна скупштина, свесна своје велике задаће и одговорности, имаће у свом раду увек пред очима све оне жртве које су уложене за наше народно ослобођење... Војвода Мишић је један од стваралаца наше државе и ослободилаца нашег народа. И зато ће његово деловање бити исписано златним словима у нашој историји. Смрћу војводе Мишића изгубили смо одличног народног радника, који је својим бесмртним делима оставио вечни спомен у своме народу. Вечна слава и помен великом војводи Мишићу!
Пред црквом је говорио генерал Петар Пешић, који је изјавио дубоки бол за губитком војводе Мишића. Поворка је даље наставила кретање према згради Београдског универзитета где се опростио и др Никола Вулић. Он је у свом говору изнео да су војводине заслуге биле и да ће бити драгоцене вредности писцима Историје новог времена. На Теразијама у име ратних инвалида опростило се цело удружење и њен представник резервни мајор-инвалид Миодраг Стефановић, захваљујући се свом дичном војсковођи. Након доласка на Ново гробље од свог друга су се опростили инжињерски пуковник Светислав Исаковић и генерал Ђорђе Михајловић (припадници XI класе Артиљеријске школе, 3. и 18. у рангу).
Пред само спуштање Војводиног ковчега у гроб, песник Војислав Илић Млађи, прочитао је песму Над гробом Војводе Мишића, коју је сам написао. Тако је војвода Живојин Мишић. као највећи војсковођа, заједно са његовом славом овековеченом Првом армијом и целокупном Врховном командом, ушао у историју свог народа. 
Споменик му је откривен 3. децембра 1922. године, а славни 17. пешадијски пук је понео име Војводе Мишића. У родној кући у Струганику је 1987. отворена музејска поставка.

## Породица војводе Живојина Мишића
Живојин је своју супругу Лујзу Крикнер (1865—1956) упознао када је имала шеснаест година у Аранђеловцу. Њен отац Фридрих Крикнер, Швајцарац немачког порекла и београдски грађевински предузимач, градио је хотел „Старо Здање” у Буковичкој бањи. Уз хотел, Фридрих је сазидао себи и својој породици вилу. У лето 1881. године Крикнерови су летовали у Аранђеловцу, а у исто време потпоручник Мишић је имао маневре у околини. На балу који су приредили Аранђеловчани једне вечери, присуствовали су Лујза са родитељима и млади потпоручник Живојин Мишић. Мишић је на балу тражио дозволу да игра са Лујзом, мада њени родитељи нису одобравали, Лујза је пристала. Током целе вечери плесали су заједно и љубав је планула на први поглед. Међутим, било је и препрека њиховој срећи. Лујзин отац Фридрих није одобравао веридбу своје кћерке са Живојином јер, како га је описао: Он је сељачки син, официр са малом платом, који је често могао бити премештан, а главни проблем је био тај што им вере нису биле исте.
Због такве очеве одлуке Лујза је побегла за Живојина, па јој отац није дао мираз. Венчали су се 30. октобра 1884. године у београдској Вазнесењској цркви. Имали су шесторо деце, синове: 
- Радована (1887—1945), банкарског чиновника и председника сокобањског среза, заробљеног као резервног потпуковника ЈВ у пролеће 1941. близу Фоче и интернираног у Немачку, где је умро у заробљеништву и сахрањен у Нирнбергу. Његови посмртни остаци су пренети 1968. године и сахрањени у породичну гробницу на Новом гробљу;
- Александра (1891—1941), в.д. управника Врањске бање, резервног мајора, припадника ЈВуО-а, кога су стрељали Немци у Ваљеву децембра 1941. године;
- Војислава (1902—1974), инжењера агрономије, учесника НОБ-а, који је робијао на Голом отоку;

и кћери: 
- Елеонору (1885—1952), која је најпре била удата за Богдана Анђелковића, официра, а после његове погибије за Михаила Марковића, ваљевског апотекара;
- Олгу (1886—1977), удату за сликара Милана Миловановића и
- Анђелију (1889—1969) која се није удавала.

Најстарији син Радован и средњи син Александар били су у борбеним јединицама од 1912. до 1918. године. Мишић би најмлађег сина послао у војску да није био малолетан, али је он касније учествовао у Другом светском рату, на страни партизана. Лујза је 1943. године, због протеста, пошто су јој Немци стрељали сина Александра, променила протестантску веру, прешла у православље и узела име Магдалена.
Унук Живојин (1934—1945) је преминуо са једанаест година, док су унук Богдан Анђелковић (1913—1987), поручник бојног брода и син Елеонорин, унука Даница Дуда Мишић (1921—2005), кћерка Радована и Ирме (1892—1978), и Надежда Бузаљко (1912—2008), ћерка Олге Мишић и сликара Милана Миловановића — доживели дубоку старост.
Праунука војводе Мишића, Војислава Шипка, је једна од директних потомака славне лозе Мишића.
Вера, унука Живојина Мишића од ћерке Олге, била је удата за официра Светозара Стојанца, њихов син је Ђорђе Стојанац (1943) који живи у Француској. Међу потомцима Живојина Мишића су Олга Мијајловић и њени синови Небојша и спортски коментатор Марјан (Мустафа).

## Трг Војводе Мишића
Завршетком изградње Дома Народне Скупштине Краљевине Југославије 18. септембра 1936. године, на простору некадашње Батал џамије изграђена је нова улица паралелна са Влајковићевом улицом. Улица је добила име Трг Војводе Мишића. У овој малој улици налазила се почетна станица трамваја 14, која је саобраћала од Београда од Земуна. Пошто је улица била једносмерна у њој се налазила трамвајска мимоилазница. Почетно стајалиште трамваја се у овој улици налазило само четири године а 1940. трамвајска линија је продужена до Новог гробља. Завршетком Другог светског рата архитекта Никола Добровић предложио је 1948. године нови генерални урбанистички план Београда а средином 1950-их година по том плану ова улица спојена са скупштинским прилазом и претворена је у парк.

## Унапређење у чинове[ђ]
| Питомац Каплар     | Питомац Поднаредник | Питомац Наредник | Потпоручник        | Поручник          | Капетан Друге класе |
| ------------------ | ------------------- | ---------------- | ------------------ | ----------------- | ------------------- |
|                    |                     |                  |                    |                   |                     |
| 6. септембар 1875. | 4. мај 1876.        | 1. јун 1876.     | 10. децембар 1876. | 20. октобар 1882. | 22. фебруар 1887.   |

| Капетан Прве класе | Мајор           | Потпуковник   | Пуковник       | Генерал           | Војвода           |
| ------------------ | --------------- | ------------- | -------------- | ----------------- | ----------------- |
|                    |                 |               |                |                   |                   |
| 1. јануар 1891.    | 26. април 1893. | 29. мај 1897. | 6. април 1901. | 20. октобар 1912. | 4. децембар 1914. |

## Одликовања

### Домаћа одликовања
- Орден Карађорђеве звезде са мачевима 1, 2, 3. и 4. реда
- Орден Карађорђеве звезде 4. реда
- Орден Белог орла 4. и 5. реда
- Орден Таковског крста 2, 3. и 4. реда
- Орден Таковског крста са мачевима 5. реда
- Орден Црвеног крста
- Златна медаља за храброст
- Сребрна медаља за храброст
- Медаља краља Петра I
- Медаља за војничке врлине
- Медаља за ревносну службу [ж]
- Споменице за Српско-турске ратове 1876—1878.
- Споменица за Српско-бугарски рат 1885—1886.
- Споменица Видовдана
- Споменица за ослобођено Косово 1912.
- Спомен-крст 1913.
- Споменица на Први светски рат 1914—1918.
- Албанска споменица

### Инострана одликовања
- Орден Фрање Јосифа 3. реда, Аустроугарска
- Орден Светог Спаситеља 1. и 3. реда, Грчка
- Орден Светог Михаила и Светог Ђорђа специјалног реда, Енглеска[з]
- Орден Купатила 2. реда, Енглеска
- Орден Италијанске круне 1. реда, Италија
- Орден Меџидије 2. и 3. Османско царство
- Орден Румунске круне 2. реда, Румунија
- Орден Светог Станислава 2. реда, Русија
- Орден Светог Ђорђа 4. реда, Русија
- Орден за изванредне војне заслуге, Сједињене Америчке Државе [и]
- Орден Легије части 1, 2, 3, 4. и 5. реда, Француска
- Орден Данила I 2. реда, Црна Гора[107]
- Крст за војне заслуге, Аустроугарска
- Медаља Црвеног крста, Енглеска
- Ратни крст, Италија
- Сребрна медаља Црвеног крста, Сједињене Америчке Државе
- Ратни крст 1914—1918 са палмом, Француска

## Галерија
- Надгробни споменик Живојину Мишићу на Новом гробљу
- Споменик Живојину Мишићу у Мионици
- Биста на Церу
- Музеј Церске битке
- Споменик Живојину Мишићу на истоименом тргу у Ваљеву
- Портрет Војводе Живојина Мишића из 1919. године. [ј]
- Биста на тргу у Горњем Милановцу. Аутор скулптуре је вајар Небојша Савовић Нес
- Биста на тргу у Горњем Милановцу. Аутор скулптуре је вајар Небојша Савовић Нес. У позадини се види црква Свете Тројице. Детаљ